# Giro d'Itàlia de 2021
El Giro d'Itàlia de 2021 és l'edició número 104 del Giro d'Itàlia i es disputà entre el 8 i el 30 de maig de 2021, amb un recorregut de 3.488,08 km distribuïts en 21 etapes, dues d'elles com a contrarellotge individual. La sortida es feia a Torí i finalitzarà a Milà.
El vencedor final fou el colombià Egan Bernal Gómez (Ineos Grenadiers), que s'imposà per 1' 29" a l'italià Damiano Caruso (Bahrain Victorious) i per més de quatre minuts a l'anglès Simon Yates (Team BikeExchange), segon i tercer respectivament. Peter Sagan (Bora-Hansgrohe) guanyà la classificació per punts, Geoffrey Bouchard (AG2R Citroën Team) guanyà la classificació de la muntanya, Dries De Bondt (Alpecin-Fenix) guanyà la classificació dels esprints i de la combativitat. Bernal també guanyà la classificació dels joves i l'Ineos Grenadiers fou el millor equip.

## Equips participants
Els 19 equips UCI World Tour són automàticament convidats i obligats a prendre part de la cursa. El millor equip de la segona divisió de la temporada 2020, l'equip Alpecin-Fenix, té el dret a participar en totes les proves del calendari del World Tour. A banda, l'organitzador RCS Sport, convidà a tres equips continentals professionals, el Bardiani CSF Faizanè, Eolo-Kometa i Vini Zabù-KTM, per acabar formant un gran grup amb 23 equips i 184 ciclistes. Amb tot, el 15 d'abril, l'equip Vini Zabù, va renunciar a participar al Giro perquè dos dels seus ciclistes havien donat positiu per dopatge els últims mesos (Matteo De Bonis, el 16 de febrer, i Matteo Spreafico, en la passada edició). Per compensar aquesta renúncia, els organitzadors convidaren la formació italiana Androni Giocattoli-Sidermec.
| WorldTeams (19)- AG2R Citroën Team - Astana-Premier Tech - Bahrain Victorious - Bora-Hansgrohe - Cofidis - Deceuninck-Quick Step - EF Education-Nippo - Groupama-FDJ - Ineos Grenadiers - Intermarché-Wanty-Gobert Matériaux - Israel Start-Up Nation - Jumbo-Visma - Lotto Soudal - Movistar Team - Team BikeExchange - Team DSM - Qhubeka Assos - Trek-Segafredo - UAE Team Emirates ProTeams (4)- Alpecin-Fenix - Androni Giocattoli-Sidermec - Bardiani CSF Faizanè - Eolo-Kometa |
| |

## Etapes
| Etapa     | Data       | Ciutats d'etapa                 | type                      | Distància (km) | Desnivell (m) | Vencedor de l'etapa | Líder de la general  |
| --------- | ---------- | ------------------------------- | ------------------------- | -------------- | ------------- | ------------------- | -------------------- |
| 1a etapa  | 8 de maig  | Torí – Torí                     | contrarellotge individual | 8,6            | 50 m          | Filippo Ganna       | Filippo Ganna        |
| 2a etapa  | 9 de maig  | Stupinigi – Novara              | etapa plana               | 179            | 600 m         | Tim Merlier         | Filippo Ganna        |
| 3a etapa  | 10 de maig | Biella – Canale                 | etapa accidentada         | 190            | 2.100 m       | Taco van der Hoorn  | Filippo Ganna        |
| 4a etapa  | 11 de maig | Piacenza – Sestola              | etapa de mitja muntanya   | 187            | 1.800 m       | Joe Dombrowski      | Alessandro De Marchi |
| 5a etapa  | 12 de maig | Mòdena – Cattolica              | etapa plana               | 177            | 200 m         | Caleb Ewan          | Alessandro De Marchi |
| 6a etapa  | 13 de maig | Coves de Frasassi – San Giacomo | etapa de mitja muntanya   | 160            | 3.400 m       | Gino Mäder          | Attila Valter        |
| 7a etapa  | 14 de maig | Notaresco – Termoli             | etapa plana               | 181            | 1.500 m       | Caleb Ewan          | Attila Valter        |
| 8a etapa  | 15 de maig | Foggia – Guardia Sanframondi    | etapa de mitja muntanya   | 170            | 3.400 m       | Victor Lafay        | Attila Valter        |
| 9a etapa  | 16 de maig | Castel di Sangro – Campo Felice | etapa de muntanya         | 158            | 3.400 m       | Egan Bernal Gómez   | Egan Bernal Gómez    |
| 10a etapa | 17 de maig | L'Aquila – Foligno              | etapa plana               | 139            | 1.300 m       | Peter Sagan         | Egan Bernal Gómez    |
|           | 18 de maig | Jornada de descans              | Jornada de descans        |                |               |                     |                      |
| 11a etapa | 19 de maig | Perusa – Montalcino             | etapa accidentada         | 162            | 2.300 m       | Mauro Schmid        | Egan Bernal Gómez    |
| 12a etapa | 20 de maig | Siena – Bagno di Romagna        | etapa de mitja muntanya   | 212            | 3.700 m       | Andrea Vendrame     | Egan Bernal Gómez    |
| 13a etapa | 21 de maig | Ravenna – Verona                | etapa plana               | 198            | 200 m         | Giacomo Nizzolo     | Egan Bernal Gómez    |
| 14a etapa | 22 de maig | Cittadella – Zoncolan           | etapa de muntanya         | 205            | 3.700 m       | Lorenzo Fortunato   | Egan Bernal Gómez    |
| 15a etapa | 23 de maig | Grado – Gorizia                 | etapa accidentada         | 147            | 1.800 m       | Victor Campenaerts  | Egan Bernal Gómez    |
| 16a etapa | 24 de maig | Sacile – Cortina d'Ampezzo      | etapa de muntanya         | 153            | 3.600 m       | Egan Bernal Gómez   | Egan Bernal Gómez    |
|           | 25 de maig | Jornada de descans              | Jornada de descans        |                |               |                     |                      |
| 17a etapa | 26 de maig | Canazei – Sega di Ala           | etapa de muntanya         | 193            | 3.400 m       | Daniel Martin       | Egan Bernal Gómez    |
| 18a etapa | 27 de maig | Rovereto – Stradella            | etapa plana               | 231            | 600 m         | Alberto Bettiol     | Egan Bernal Gómez    |
| 19a etapa | 28 de maig | Abbiategrasso – Alpe di Mera    | etapa de muntanya         | 166            | 2.800 m       | Simon Yates         | Egan Bernal Gómez    |
| 20a etapa | 29 de maig | Verbania – Alpe Motta           | etapa de muntanya         | 164            | 4.200 m       | Damiano Caruso      | Egan Bernal Gómez    |
| 21a etapa | 30 de maig | Senago – Milà                   | contrarellotge individual | 30,3           | 100 m         | Filippo Ganna       | Egan Bernal Gómez    |

### Etapa 1
Torí – Torí, 8 de maig de 2021, 8,61 km (CRI)
Contrarellotge individual per iniciar aquesta edició del Giro d'Itàlia, amb un recorregut urbà per la ciutat de Torí. El vencedor fou Filippo Ganna, amb dos segons sobre Edoardo Affini.
| \| Classificació de l'etapa \| Classificació de l'etapa \| Classificació de l'etapa \| Classificació de l'etapa \| Classificació de l'etapa \| \| Corredor \| Corredor \| Equip \| Temps \| \| \| ------------------------ \| ------------------------ \| ------------------------ \| ------------------------ \| ------------------------ \| \| 1r \| Filippo Ganna \| Ineos Grenadiers \| 8' 47" \| \| \| 2n \| Edoardo Affini \| Jumbo-Visma \| + 10" \| \| \| 3r \| Tobias Foss \| Jumbo-Visma \| + 13" \| \| \| 4t \| João Almeida \| Deceuninck-Quick Step \| + 17" \| \| \| 5è \| Rémi Cavagna \| Deceuninck-Quick Step \| + 18" \| \| \| 6è \| Jos van Emden \| Jumbo-Visma \| + 18" \| \| \| 7è \| Remco Evenepoel \| Deceuninck-Quick Step \| + 19" \| \| \| 8è \| Max Walscheid \| Qhubeka Assos \| + 19" \| \| \| 9è \| Matthias Brändle \| Israel Start-Up Nation \| + 22" \| \| \| 10è \| Gianni Moscon \| Ineos Grenadiers \| + 23" \| \| |                  |                        |        |
| |                  |                        |        |
| Font: ProCyclingStats |                  |                        |        |
| Classificació de l'etapa |                  |                        |        |
| Corredor | Corredor         | Equip                  | Temps  |
| 1r | Filippo Ganna    | Ineos Grenadiers       | 8' 47" |
| 2n | Edoardo Affini   | Jumbo-Visma            | + 10"  |
| 3r | Tobias Foss      | Jumbo-Visma            | + 13"  |
| 4t | João Almeida     | Deceuninck-Quick Step  | + 17"  |
| 5è | Rémi Cavagna     | Deceuninck-Quick Step  | + 18"  |
| 6è | Jos van Emden    | Jumbo-Visma            | + 18"  |
| 7è | Remco Evenepoel  | Deceuninck-Quick Step  | + 19"  |
| 8è | Max Walscheid    | Qhubeka Assos          | + 19"  |
| 9è | Matthias Brändle | Israel Start-Up Nation | + 22"  |
| 10è | Gianni Moscon    | Ineos Grenadiers       | + 23"  |

| \| Classificació general \| Classificació general \| Classificació general \| Classificació general \| Classificació general \| \| Corredor \| Corredor \| Equip \| Temps \| \| \| --------------------- \| --------------------- \| ---------------------- \| --------------------- \| --------------------- \| \| 1r \| Filippo Ganna \| Ineos Grenadiers \| 8' 47" \| \| \| 2n \| Edoardo Affini \| Jumbo-Visma \| + 10" \| \| \| 3r \| Tobias Foss \| Jumbo-Visma \| + 13" \| \| \| 4t \| João Almeida \| Deceuninck-Quick Step \| + 17" \| \| \| 5è \| Rémi Cavagna \| Deceuninck-Quick Step \| + 18" \| \| \| 6è \| Jos van Emden \| Jumbo-Visma \| + 18" \| \| \| 7è \| Remco Evenepoel \| Deceuninck-Quick Step \| + 19" \| \| \| 8è \| Max Walscheid \| Qhubeka Assos \| + 19" \| \| \| 9è \| Matthias Brändle \| Israel Start-Up Nation \| + 22" \| \| \| 10è \| Gianni Moscon \| Ineos Grenadiers \| + 23" \| \| |                  |                        |        |
| |                  |                        |        |
| Font: ProCyclingStats |                  |                        |        |
| Classificació general |                  |                        |        |
| Corredor | Corredor         | Equip                  | Temps  |
| 1r | Filippo Ganna    | Ineos Grenadiers       | 8' 47" |
| 2n | Edoardo Affini   | Jumbo-Visma            | + 10"  |
| 3r | Tobias Foss      | Jumbo-Visma            | + 13"  |
| 4t | João Almeida     | Deceuninck-Quick Step  | + 17"  |
| 5è | Rémi Cavagna     | Deceuninck-Quick Step  | + 18"  |
| 6è | Jos van Emden    | Jumbo-Visma            | + 18"  |
| 7è | Remco Evenepoel  | Deceuninck-Quick Step  | + 19"  |
| 8è | Max Walscheid    | Qhubeka Assos          | + 19"  |
| 9è | Matthias Brändle | Israel Start-Up Nation | + 22"  |
| 10è | Gianni Moscon    | Ineos Grenadiers       | + 23"  |

### Etapa 2
Stupinigi – Novara, 9 de maig de 2021, 179 km
Etapa plana per la vall del Po, amb una sola cota de quarta categoria a meitat d'etapa. L'etapa fou guanyada a l'esprint per Tim Merlier (Alpecin-Fenix).
| \| Classificació de l'etapa \| Classificació de l'etapa \| Classificació de l'etapa \| Classificació de l'etapa \| Classificació de l'etapa \| \| Corredor \| Corredor \| Equip \| Temps \| \| \| ------------------------ \| ------------------------ \| ------------------------ \| ------------------------ \| ------------------------ \| \| 1r \| Tim Merlier \| Alpecin-Fenix \| 4h 21' 09" \| \| \| 2n \| Giacomo Nizzolo \| Qhubeka Assos \| + 0" \| \| \| 3r \| Elia Viviani \| Cofidis \| + 0" \| \| \| 4t \| Dylan Groenewegen \| Jumbo-Visma \| + 0" \| \| \| 5è \| Peter Sagan \| Bora-Hansgrohe \| + 0" \| \| \| 6è \| Matteo Moschetti \| Trek-Segafredo \| + 0" \| \| \| 7è \| Filippo Fiorelli \| Bardiani CSF Faizanè \| + 0" \| \| \| 8è \| Lawrence Naesen \| AG2R Citroën Team \| + 0" \| \| \| 9è \| Davide Cimolai \| Israel Start-Up Nation \| + 0" \| \| \| 10è \| Caleb Ewan \| Lotto-Soudal \| + 0" \| \| |                   |                        |            |
| |                   |                        |            |
| Font: ProCyclingStats |                   |                        |            |
| Classificació de l'etapa |                   |                        |            |
| Corredor | Corredor          | Equip                  | Temps      |
| 1r | Tim Merlier       | Alpecin-Fenix          | 4h 21' 09" |
| 2n | Giacomo Nizzolo   | Qhubeka Assos          | + 0"       |
| 3r | Elia Viviani      | Cofidis                | + 0"       |
| 4t | Dylan Groenewegen | Jumbo-Visma            | + 0"       |
| 5è | Peter Sagan       | Bora-Hansgrohe         | + 0"       |
| 6è | Matteo Moschetti  | Trek-Segafredo         | + 0"       |
| 7è | Filippo Fiorelli  | Bardiani CSF Faizanè   | + 0"       |
| 8è | Lawrence Naesen   | AG2R Citroën Team      | + 0"       |
| 9è | Davide Cimolai    | Israel Start-Up Nation | + 0"       |
| 10è | Caleb Ewan        | Lotto-Soudal           | + 0"       |

| \| Classificació general \| Classificació general \| Classificació general \| Classificació general \| Classificació general \| \| Corredor \| Corredor \| Equip \| Temps \| \| \| --------------------- \| --------------------- \| ---------------------- \| --------------------- \| --------------------- \| \| 1r \| Filippo Ganna \| Ineos Grenadiers \| 4h 29' 53" \| \| \| 2n \| Edoardo Affini \| Jumbo-Visma \| + 13" \| \| \| 3r \| Tobias Foss \| Jumbo-Visma \| + 16" \| \| \| 4t \| Remco Evenepoel \| Deceuninck-Quick Step \| + 20" \| \| \| 5è \| João Almeida \| Deceuninck-Quick Step \| + 20" \| \| \| 6è \| Rémi Cavagna \| Deceuninck-Quick Step \| + 21" \| \| \| 7è \| Jos van Emden \| Jumbo-Visma \| + 21" \| \| \| 8è \| Max Walscheid \| Qhubeka Assos \| + 22" \| \| \| 9è \| Matthias Brändle \| Israel Start-Up Nation \| + 25" \| \| \| 10è \| Gianni Moscon \| Ineos Grenadiers \| + 26" \| \| |                  |                        |            |
| |                  |                        |            |
| Font: ProCyclingStats |                  |                        |            |
| Classificació general |                  |                        |            |
| Corredor | Corredor         | Equip                  | Temps      |
| 1r | Filippo Ganna    | Ineos Grenadiers       | 4h 29' 53" |
| 2n | Edoardo Affini   | Jumbo-Visma            | + 13"      |
| 3r | Tobias Foss      | Jumbo-Visma            | + 16"      |
| 4t | Remco Evenepoel  | Deceuninck-Quick Step  | + 20"      |
| 5è | João Almeida     | Deceuninck-Quick Step  | + 20"      |
| 6è | Rémi Cavagna     | Deceuninck-Quick Step  | + 21"      |
| 7è | Jos van Emden    | Jumbo-Visma            | + 21"      |
| 8è | Max Walscheid    | Qhubeka Assos          | + 22"      |
| 9è | Matthias Brändle | Israel Start-Up Nation | + 25"      |
| 10è | Gianni Moscon    | Ineos Grenadiers       | + 26"      |

### Etapa 3
Biella – Canale, 10 de maig de 2021, 190 km
Etapa per la vall del Po, amb una primera part totalment plana i uns darrers 70 km amb tres cotes puntuables, una de tercera (km 122) i dues de quarta categoria (144 i 153 km). El segon esprint del dia, a Guarene (km 175,1), es troba en una cota no puntuable de 2,6 km al 7,1% i rampes que arriben al 15%. L'etapa fou guanyada en solitari per Taco van der Hoorn (Intermarché-Wanty-Gobert Matériaux), l'últim supervivent de l'escapada del dia, després de 180 km d'escapada.
| \| Classificació de l'etapa \| Classificació de l'etapa \| Classificació de l'etapa \| Classificació de l'etapa \| Classificació de l'etapa \| \| Corredor \| Corredor \| Equip \| Temps \| \| \| ------------------------ \| ------------------------ \| ---------------------------------- \| ------------------------ \| ------------------------ \| \| 1r \| Taco van der Hoorn \| Intermarché-Wanty-Gobert Matériaux \| 4h 21' 29" \| \| \| 2n \| Davide Cimolai \| Israel Start-Up Nation \| + 4" \| \| \| 3r \| Peter Sagan \| Bora-Hansgrohe \| + 4" \| \| \| 4t \| Elia Viviani \| Cofidis \| + 4" \| \| \| 5è \| Patrick Bevin \| Israel Start-Up Nation \| + 4" \| \| \| 6è \| Gianni Vermeersch \| Alpecin-Fenix \| + 4" \| \| \| 7è \| Fernando Gaviria Rendón \| UAE Team Emirates \| + 4" \| \| \| 8è \| Alberto Bettiol \| EF Education-Nippo \| + 4" \| \| \| 9è \| Stefano Oldani \| Lotto-Soudal \| + 4" \| \| \| 10è \| Jacopo Mosca \| Trek-Segafredo \| + 4" \| \| |                         |                                    |            |
| |                         |                                    |            |
| Font: ProCyclingStats |                         |                                    |            |
| Classificació de l'etapa |                         |                                    |            |
| Corredor | Corredor                | Equip                              | Temps      |
| 1r | Taco van der Hoorn      | Intermarché-Wanty-Gobert Matériaux | 4h 21' 29" |
| 2n | Davide Cimolai          | Israel Start-Up Nation             | + 4"       |
| 3r | Peter Sagan             | Bora-Hansgrohe                     | + 4"       |
| 4t | Elia Viviani            | Cofidis                            | + 4"       |
| 5è | Patrick Bevin           | Israel Start-Up Nation             | + 4"       |
| 6è | Gianni Vermeersch       | Alpecin-Fenix                      | + 4"       |
| 7è | Fernando Gaviria Rendón | UAE Team Emirates                  | + 4"       |
| 8è | Alberto Bettiol         | EF Education-Nippo                 | + 4"       |
| 9è | Stefano Oldani          | Lotto-Soudal                       | + 4"       |
| 10è | Jacopo Mosca            | Trek-Segafredo                     | + 4"       |

| \| Classificació general \| Classificació general \| Classificació general \| Classificació general \| Classificació general \| \| Corredor \| Corredor \| Equip \| Temps \| \| \| --------------------- \| ---------------------------- \| --------------------- \| --------------------- \| --------------------- \| \| 1r \| Filippo Ganna \| Ineos Grenadiers \| 8h 51' 26" \| \| \| 2n \| Tobias Foss \| Jumbo-Visma \| + 16" \| \| \| 3r \| Remco Evenepoel \| Deceuninck-Quick Step \| + 20" \| \| \| 4t \| João Almeida \| Deceuninck-Quick Step \| + 20" \| \| \| 5è \| Rémi Cavagna \| Deceuninck-Quick Step \| + 21" \| \| \| 6è \| Gianni Moscon \| Ineos Grenadiers \| + 26" \| \| \| 7è \| Aleksandr Vlàssov \| Astana-Premier Tech \| + 27" \| \| \| 8è \| Alberto Bettiol \| EF Education-Nippo \| + 29" \| \| \| 9è \| Jonathan Castroviejo Nicolás \| Ineos Grenadiers \| + 30" \| \| \| 10è \| Diego Ulissi \| UAE Team Emirates \| + 32" \| \| |                              |                       |            |
| |                              |                       |            |
| Font: ProCyclingStats |                              |                       |            |
| Classificació general |                              |                       |            |
| Corredor | Corredor                     | Equip                 | Temps      |
| 1r | Filippo Ganna                | Ineos Grenadiers      | 8h 51' 26" |
| 2n | Tobias Foss                  | Jumbo-Visma           | + 16"      |
| 3r | Remco Evenepoel              | Deceuninck-Quick Step | + 20"      |
| 4t | João Almeida                 | Deceuninck-Quick Step | + 20"      |
| 5è | Rémi Cavagna                 | Deceuninck-Quick Step | + 21"      |
| 6è | Gianni Moscon                | Ineos Grenadiers      | + 26"      |
| 7è | Aleksandr Vlàssov            | Astana-Premier Tech   | + 27"      |
| 8è | Alberto Bettiol              | EF Education-Nippo    | + 29"      |
| 9è | Jonathan Castroviejo Nicolás | Ineos Grenadiers      | + 30"      |
| 10è | Diego Ulissi                 | UAE Team Emirates     | + 32"      |

### Etapa 4
Plaisance – Sestola, 11 de maig de 2021, 187 km
Primera etapa de mitja muntanya de la present edició. Els primers 75 km d'etapa són totalment plans, mentre en els darrers 110 quilòmetres s'han de superar dos ports de tercera (km 112 i km 143) i un de segona categoria (184,5 km, 4,3 km al 9,9%) que es corona a tan sols 1,5 km de l'arribada, i completar 2.800 metres de desnivell. Etapa disputada sota la pluja i el fred, amb una nombrosa escapada formada per 25 ciclistes, va arribar a disposar de més de 8' sobre el gran grup, de la qual Rein Taaramae i Christopher Jensen s'escaparen en el darrer terç de cursa. Durant l'ascensió al Colle Passerino, a menys de 5 km de meta, foren neutralitzats per Joe Dombrowski (UAE Team Emirates) i Alessandro de Marchi (Israel Start-Up Nation). Dombrowski guanyà l'etapa amb 13" sobre de Marchi, el qual passà a ser el nou líder de la general. Entre els favorits l'atac de Mikel Landa fou respost per Egan Bernal, Aleksandr Vlàssov i Hugh Carthy, que distanciaren a la resta de favorits. João Almeida fou el ciclista que més temps va perdre.
| \| Classificació de l'etapa \| Classificació de l'etapa \| Classificació de l'etapa \| Classificació de l'etapa \| Classificació de l'etapa \| \| Corredor \| Corredor \| Equip \| Temps \| \| \| ------------------------ \| ------------------------ \| ---------------------------------- \| ------------------------ \| ------------------------ \| \| 1r \| Joe Dombrowski \| UAE Team Emirates \| 4h 58' 38" \| \| \| 2n \| Alessandro De Marchi \| Israel Start-Up Nation \| + 13" \| \| \| 3r \| Filippo Fiorelli \| Bardiani CSF Faizanè \| + 27" \| \| \| 4t \| Louis Vervaeke \| Alpecin-Fenix \| + 29" \| \| \| 5è \| Jan Tratnik \| Bahrain Victorious \| + 29" \| \| \| 6è \| Attila Valter \| Groupama-FDJ \| + 44" \| \| \| 7è \| Nicolas Edet \| Cofidis \| + 49" \| \| \| 8è \| Nélson Oliveira \| Movistar Team \| + 57" \| \| \| 9è \| Rein Taaramäe \| Intermarché-Wanty-Gobert Matériaux \| + 1' 33" \| \| \| 10è \| Christopher Juul-Jensen \| Team BikeExchange \| + 1' 36" \| \| |                         |                                    |            |
| |                         |                                    |            |
| Font: ProCyclingStats |                         |                                    |            |
| Classificació de l'etapa |                         |                                    |            |
| Corredor | Corredor                | Equip                              | Temps      |
| 1r | Joe Dombrowski          | UAE Team Emirates                  | 4h 58' 38" |
| 2n | Alessandro De Marchi    | Israel Start-Up Nation             | + 13"      |
| 3r | Filippo Fiorelli        | Bardiani CSF Faizanè               | + 27"      |
| 4t | Louis Vervaeke          | Alpecin-Fenix                      | + 29"      |
| 5è | Jan Tratnik             | Bahrain Victorious                 | + 29"      |
| 6è | Attila Valter           | Groupama-FDJ                       | + 44"      |
| 7è | Nicolas Edet            | Cofidis                            | + 49"      |
| 8è | Nélson Oliveira         | Movistar Team                      | + 57"      |
| 9è | Rein Taaramäe           | Intermarché-Wanty-Gobert Matériaux | + 1' 33"   |
| 10è | Christopher Juul-Jensen | Team BikeExchange                  | + 1' 36"   |

| \| Classificació general \| Classificació general \| Classificació general \| Classificació general \| Classificació general \| \| Corredor \| Corredor \| Equip \| Temps \| \| \| --------------------- \| --------------------- \| ---------------------- \| --------------------- \| --------------------- \| \| 1r \| Alessandro De Marchi \| Israel Start-Up Nation \| 13h 50' 44" \| \| \| 2n \| Joe Dombrowski \| UAE Team Emirates \| + 22" \| \| \| 3r \| Louis Vervaeke \| Alpecin-Fenix \| + 42" \| \| \| 4t \| Nélson Oliveira \| Movistar Team \| + 48" \| \| \| 5è \| Attila Valter \| Groupama-FDJ \| + 1' 00" \| \| \| 6è \| Nicolas Edet \| Cofidis \| + 1' 15" \| \| \| 7è \| Aleksandr Vlàssov \| Astana-Premier Tech \| + 1' 24" \| \| \| 8è \| Remco Evenepoel \| Deceuninck-Quick Step \| + 1' 28" \| \| \| 9è \| Alberto Bettiol \| EF Education-Nippo \| + 1' 37" \| \| \| 10è \| Hugh Carthy \| EF Education-Nippo \| + 1' 38" \| \| |                      |                        |             |
| |                      |                        |             |
| Font: ProCyclingStats |                      |                        |             |
| Classificació general |                      |                        |             |
| Corredor | Corredor             | Equip                  | Temps       |
| 1r | Alessandro De Marchi | Israel Start-Up Nation | 13h 50' 44" |
| 2n | Joe Dombrowski       | UAE Team Emirates      | + 22"       |
| 3r | Louis Vervaeke       | Alpecin-Fenix          | + 42"       |
| 4t | Nélson Oliveira      | Movistar Team          | + 48"       |
| 5è | Attila Valter        | Groupama-FDJ           | + 1' 00"    |
| 6è | Nicolas Edet         | Cofidis                | + 1' 15"    |
| 7è | Aleksandr Vlàssov    | Astana-Premier Tech    | + 1' 24"    |
| 8è | Remco Evenepoel      | Deceuninck-Quick Step  | + 1' 28"    |
| 9è | Alberto Bettiol      | EF Education-Nippo     | + 1' 37"    |
| 10è | Hugh Carthy          | EF Education-Nippo     | + 1' 38"    |

### Etapa 5
Mòdena – Cattolica, 12 de maig de 2021, 177 km
Etapa totalment plana, sense cap dificultat muntanyosa. Nova etapa disputada sota la pluja, amb una escapada inicial formada per Filippo Tagliani (Androni Giocattoli-Sidermec) i Umberto Marengo (Bardiani-CSF-Faizane) neutralitzada a 105 quilòmetres de l'arribada. Una segona escapada, formada per ciclistes dels mateixos equips va tenir lloc a manca de 69 quilòmetres. Els escapats eren Simon Pellaud i Davide Gabburo, que a 21 quilòmetres de l'arribada foren agafats per Alexis Gougeard (AG2R Citroën Team). Finalment els escapats foren neutralitzats a manca de 5 quilòmetres. Poc després es va produir una greu caiguda on es van veure implicats Mikel Landa (Bahrain Victorious) que es va veure obligat a abandonar i Joe Dombrowski (UAE Team Emirates), segon a la general, que va perdre molts minuts i que l'endemà no va prendre la sortida. La victòria al balneari de Cattolica es va decidir a l'esprint. El vencedor fou Caleb Ewan (Lotto-Soudal) per davant Giacomo Nizzolo (Qhubeka Assos) i Elia Viviani (Cofidis).
| \| Classificació de l'etapa \| Classificació de l'etapa \| Classificació de l'etapa \| Classificació de l'etapa \| Classificació de l'etapa \| \| Corredor \| Corredor \| Equip \| Temps \| \| \| ------------------------ \| ------------------------ \| ---------------------------------- \| ------------------------ \| ------------------------ \| \| 1r \| Caleb Ewan \| Lotto-Soudal \| 4h 07' 01" \| \| \| 2n \| Giacomo Nizzolo \| Qhubeka Assos \| + 0" \| \| \| 3r \| Elia Viviani \| Cofidis \| + 0" \| \| \| 4t \| Peter Sagan \| Bora-Hansgrohe \| + 0" \| \| \| 5è \| Fernando Gaviria Rendón \| UAE Team Emirates \| + 0" \| \| \| 6è \| Matteo Moschetti \| Trek-Segafredo \| + 0" \| \| \| 7è \| Andrea Pasqualon \| Intermarché-Wanty-Gobert Matériaux \| + 0" \| \| \| 8è \| Dylan Groenewegen \| Jumbo-Visma \| + 0" \| \| \| 9è \| Manuel Belletti \| Eolo-Kometa \| + 0" \| \| \| 10è \| Davide Cimolai \| Israel Start-Up Nation \| + 0" \| \| |                         |                                    |            |
| |                         |                                    |            |
| Font: ProCyclingStats |                         |                                    |            |
| Classificació de l'etapa |                         |                                    |            |
| Corredor | Corredor                | Equip                              | Temps      |
| 1r | Caleb Ewan              | Lotto-Soudal                       | 4h 07' 01" |
| 2n | Giacomo Nizzolo         | Qhubeka Assos                      | + 0"       |
| 3r | Elia Viviani            | Cofidis                            | + 0"       |
| 4t | Peter Sagan             | Bora-Hansgrohe                     | + 0"       |
| 5è | Fernando Gaviria Rendón | UAE Team Emirates                  | + 0"       |
| 6è | Matteo Moschetti        | Trek-Segafredo                     | + 0"       |
| 7è | Andrea Pasqualon        | Intermarché-Wanty-Gobert Matériaux | + 0"       |
| 8è | Dylan Groenewegen       | Jumbo-Visma                        | + 0"       |
| 9è | Manuel Belletti         | Eolo-Kometa                        | + 0"       |
| 10è | Davide Cimolai          | Israel Start-Up Nation             | + 0"       |

| \| Classificació general \| Classificació general \| Classificació general \| Classificació general \| Classificació general \| \| Corredor \| Corredor \| Equip \| Temps \| \| \| --------------------- \| --------------------- \| ---------------------- \| --------------------- \| --------------------- \| \| 1r \| Alessandro De Marchi \| Israel Start-Up Nation \| 17h 57' 45" \| \| \| 2n \| Louis Vervaeke \| Alpecin-Fenix \| + 42" \| \| \| 3r \| Nélson Oliveira \| Movistar Team \| + 48" \| \| \| 4t \| Attila Valter \| Groupama-FDJ \| + 1' 00" \| \| \| 5è \| Nicolas Edet \| Cofidis \| + 1' 15" \| \| \| 6è \| Aleksandr Vlàssov \| Astana-Premier Tech \| + 1' 24" \| \| \| 7è \| Remco Evenepoel \| Deceuninck-Quick Step \| + 1' 28" \| \| \| 8è \| Alberto Bettiol \| EF Education-Nippo \| + 1' 37" \| \| \| 9è \| Hugh Carthy \| EF Education-Nippo \| + 1' 38" \| \| \| 10è \| Egan Bernal Gómez \| Ineos Grenadiers \| + 1' 39" \| \| |                      |                        |             |
| |                      |                        |             |
| Font: ProCyclingStats |                      |                        |             |
| Classificació general |                      |                        |             |
| Corredor | Corredor             | Equip                  | Temps       |
| 1r | Alessandro De Marchi | Israel Start-Up Nation | 17h 57' 45" |
| 2n | Louis Vervaeke       | Alpecin-Fenix          | + 42"       |
| 3r | Nélson Oliveira      | Movistar Team          | + 48"       |
| 4t | Attila Valter        | Groupama-FDJ           | + 1' 00"    |
| 5è | Nicolas Edet         | Cofidis                | + 1' 15"    |
| 6è | Aleksandr Vlàssov    | Astana-Premier Tech    | + 1' 24"    |
| 7è | Remco Evenepoel      | Deceuninck-Quick Step  | + 1' 28"    |
| 8è | Alberto Bettiol      | EF Education-Nippo     | + 1' 37"    |
| 9è | Hugh Carthy          | EF Education-Nippo     | + 1' 38"    |
| 10è | Egan Bernal Gómez    | Ineos Grenadiers       | + 1' 39"    |

### Etapa 6
Coves de Frasassi – San Giacomo, 13 de maig de 2021, 160 km
Etapa de mitja muntanya, amb tres ports puntuables. Els primers 80 km són trencacames, amb diferents ascensions no puntuables i sempre amb tendència a pujar. Al km 88,1 es corona el primer port de 2a categoria (10,4 km al 7,4%). Uns falsos plans condueixen al proper port de 3a (km 100,4; 4,9 km al 4,8%), abans d'iniciar un llarg i tècnic descens de més de 40 km fins a Ascoli Piceno, on comença l'ascensió final de 15,5 km de llargada al 6,1% i uns darrers 4 km al 7,6%.
Novament la pluja fa acte de presència en la part central i final d'etapa. L'escapada del dia va estar formada per vuit ciclistes, dels quals Gino Mäder, Matej Mohorič, Bauke Mollema i Dario Cataldo van demostrar ser els més forts. Tot i no aconseguir obrir grans diferències respecte el gran grup sí van arribar amb el temps suficient a la darrera ascensió, on Mader, company de Mikel Landa al Bahrain Victorious, va deixar enrere els seus companys i es va imposar en solitari. Entre els favorits l'Ineos va marcar un fort ritme i va aconseguir despenjar el líder, Alessandro De Marchi, en els metres finals de la primera ascensió del dia. En l'ascensió final l'Ineos continuà imposant un fort ritme i en el tram més dur va atacar Egan Bernal, que fou seguit a roda per Remco Evenepoel, Daniel Martin i Giulio Ciccone. El català Marc Soler, junt a Aleksandr Vlàssov i Damiano Caruso arribaren pocs metres rere els favorits. Per primera vegada en la història del Giro el líder és un ciclista hongarès, Attila Walter.
| \| Classificació de l'etapa \| Classificació de l'etapa \| Classificació de l'etapa \| Classificació de l'etapa \| Classificació de l'etapa \| \| Corredor \| Corredor \| Equip \| Temps \| \| \| ------------------------ \| ------------------------ \| ------------------------ \| ------------------------ \| ------------------------ \| \| 1r \| Gino Mäder \| Bahrain Victorious \| 4h 17' 52" \| \| \| 2n \| Egan Bernal Gómez \| Ineos Grenadiers \| + 12" \| \| \| 3r \| Daniel Martin \| Israel Start-Up Nation \| + 12" \| \| \| 4t \| Remco Evenepoel \| Deceuninck-Quick Step \| + 12" \| \| \| 5è \| Giulio Ciccone \| Trek-Segafredo \| + 14" \| \| \| 6è \| Damiano Caruso \| Bahrain Victorious \| + 25" \| \| \| 7è \| Daniel Martínez Poveda \| Ineos Grenadiers \| + 25" \| \| \| 8è \| Marc Soler i Giménez \| Movistar Team \| + 27" \| \| \| 9è \| Hugh Carthy \| EF Education-Nippo \| + 29" \| \| \| 10è \| Aleksandr Vlàssov \| Astana-Premier Tech \| + 29" \| \| |                        |                        |            |
| |                        |                        |            |
| Font: ProCyclingStats |                        |                        |            |
| Classificació de l'etapa |                        |                        |            |
| Corredor | Corredor               | Equip                  | Temps      |
| 1r | Gino Mäder             | Bahrain Victorious     | 4h 17' 52" |
| 2n | Egan Bernal Gómez      | Ineos Grenadiers       | + 12"      |
| 3r | Daniel Martin          | Israel Start-Up Nation | + 12"      |
| 4t | Remco Evenepoel        | Deceuninck-Quick Step  | + 12"      |
| 5è | Giulio Ciccone         | Trek-Segafredo         | + 14"      |
| 6è | Damiano Caruso         | Bahrain Victorious     | + 25"      |
| 7è | Daniel Martínez Poveda | Ineos Grenadiers       | + 25"      |
| 8è | Marc Soler i Giménez   | Movistar Team          | + 27"      |
| 9è | Hugh Carthy            | EF Education-Nippo     | + 29"      |
| 10è | Aleksandr Vlàssov      | Astana-Premier Tech    | + 29"      |

| \| Classificació general \| Classificació general \| Classificació general \| Classificació general \| Classificació general \| \| Corredor \| Corredor \| Equip \| Temps \| \| \| --------------------- \| --------------------- \| ---------------------- \| --------------------- \| --------------------- \| \| 1r \| Attila Valter \| Groupama-FDJ \| 22h 17' 06" \| \| \| 2n \| Remco Evenepoel \| Deceuninck-Quick Step \| + 11" \| \| \| 3r \| Egan Bernal Gómez \| Ineos Grenadiers \| + 16" \| \| \| 4t \| Aleksandr Vlàssov \| Astana-Premier Tech \| + 24" \| \| \| 5è \| Louis Vervaeke \| Alpecin-Fenix \| + 25" \| \| \| 6è \| Hugh Carthy \| EF Education-Nippo \| + 38" \| \| \| 7è \| Damiano Caruso \| Bahrain Victorious \| + 39" \| \| \| 8è \| Giulio Ciccone \| Trek-Segafredo \| + 41" \| \| \| 9è \| Daniel Martin \| Israel Start-Up Nation \| + 47" \| \| \| 10è \| Simon Yates \| Team BikeExchange \| + 49" \| \| |                   |                        |             |
| |                   |                        |             |
| Font: ProCyclingStats |                   |                        |             |
| Classificació general |                   |                        |             |
| Corredor | Corredor          | Equip                  | Temps       |
| 1r | Attila Valter     | Groupama-FDJ           | 22h 17' 06" |
| 2n | Remco Evenepoel   | Deceuninck-Quick Step  | + 11"       |
| 3r | Egan Bernal Gómez | Ineos Grenadiers       | + 16"       |
| 4t | Aleksandr Vlàssov | Astana-Premier Tech    | + 24"       |
| 5è | Louis Vervaeke    | Alpecin-Fenix          | + 25"       |
| 6è | Hugh Carthy       | EF Education-Nippo     | + 38"       |
| 7è | Damiano Caruso    | Bahrain Victorious     | + 39"       |
| 8è | Giulio Ciccone    | Trek-Segafredo         | + 41"       |
| 9è | Daniel Martin     | Israel Start-Up Nation | + 47"       |
| 10è | Simon Yates       | Team BikeExchange      | + 49"       |

### Etapa 7
Notaresco – Termoli, 14 de maig de 2021, 181 km
Etapa bàsicament plana, tot seguint la costa adriàtica cap al nord, amb una sola cota de quarta categoria en el tram central de l'etapa, a Chieti. Caleb Ewan va guanyar l'etapa a l'esprint, sent aquesta la segona victòria de la present edició del Giro.
| \| Classificació de l'etapa \| Classificació de l'etapa \| Classificació de l'etapa \| Classificació de l'etapa \| Classificació de l'etapa \| \| Corredor \| Corredor \| Equip \| Temps \| \| \| ------------------------ \| -------------------------- \| ---------------------------------- \| ------------------------ \| ------------------------ \| \| 1r \| Caleb Ewan \| Lotto-Soudal \| 4h 42' 12" \| \| \| 2n \| Davide Cimolai \| Israel Start-Up Nation \| + 0" \| \| \| 3r \| Tim Merlier \| Alpecin-Fenix \| + 0" \| \| \| 4t \| Matteo Moschetti \| Trek-Segafredo \| + 0" \| \| \| 5è \| Andrea Pasqualon \| Intermarché-Wanty-Gobert Matériaux \| + 0" \| \| \| 6è \| Fernando Gaviria Rendón \| UAE Team Emirates \| + 0" \| \| \| 7è \| Dylan Groenewegen \| Jumbo-Visma \| + 0" \| \| \| 8è \| Max Kanter \| Team DSM \| + 0" \| \| \| 9è \| Filippo Fiorelli \| Bardiani CSF Faizanè \| + 0" \| \| \| 10è \| Sebastián Molano Benavides \| UAE Team Emirates \| + 0" \| \| |                            |                                    |            |
| |                            |                                    |            |
| Font: ProCyclingStats |                            |                                    |            |
| Classificació de l'etapa |                            |                                    |            |
| Corredor | Corredor                   | Equip                              | Temps      |
| 1r | Caleb Ewan                 | Lotto-Soudal                       | 4h 42' 12" |
| 2n | Davide Cimolai             | Israel Start-Up Nation             | + 0"       |
| 3r | Tim Merlier                | Alpecin-Fenix                      | + 0"       |
| 4t | Matteo Moschetti           | Trek-Segafredo                     | + 0"       |
| 5è | Andrea Pasqualon           | Intermarché-Wanty-Gobert Matériaux | + 0"       |
| 6è | Fernando Gaviria Rendón    | UAE Team Emirates                  | + 0"       |
| 7è | Dylan Groenewegen          | Jumbo-Visma                        | + 0"       |
| 8è | Max Kanter                 | Team DSM                           | + 0"       |
| 9è | Filippo Fiorelli           | Bardiani CSF Faizanè               | + 0"       |
| 10è | Sebastián Molano Benavides | UAE Team Emirates                  | + 0"       |

| \| Classificació general \| Classificació general \| Classificació general \| Classificació general \| Classificació general \| \| Corredor \| Corredor \| Equip \| Temps \| \| \| --------------------- \| --------------------- \| ---------------------- \| --------------------- \| --------------------- \| \| 1r \| Attila Valter \| Groupama-FDJ \| 26h 59' 18" \| \| \| 2n \| Remco Evenepoel \| Deceuninck-Quick Step \| + 11" \| \| \| 3r \| Egan Bernal Gómez \| Ineos Grenadiers \| + 16" \| \| \| 4t \| Aleksandr Vlàssov \| Astana-Premier Tech \| + 24" \| \| \| 5è \| Louis Vervaeke \| Alpecin-Fenix \| + 25" \| \| \| 6è \| Hugh Carthy \| EF Education-Nippo \| + 38" \| \| \| 7è \| Damiano Caruso \| Bahrain Victorious \| + 39" \| \| \| 8è \| Giulio Ciccone \| Trek-Segafredo \| + 41" \| \| \| 9è \| Daniel Martin \| Israel Start-Up Nation \| + 47" \| \| \| 10è \| Simon Yates \| Team BikeExchange \| + 49" \| \| |                   |                        |             |
| |                   |                        |             |
| Font: ProCyclingStats |                   |                        |             |
| Classificació general |                   |                        |             |
| Corredor | Corredor          | Equip                  | Temps       |
| 1r | Attila Valter     | Groupama-FDJ           | 26h 59' 18" |
| 2n | Remco Evenepoel   | Deceuninck-Quick Step  | + 11"       |
| 3r | Egan Bernal Gómez | Ineos Grenadiers       | + 16"       |
| 4t | Aleksandr Vlàssov | Astana-Premier Tech    | + 24"       |
| 5è | Louis Vervaeke    | Alpecin-Fenix          | + 25"       |
| 6è | Hugh Carthy       | EF Education-Nippo     | + 38"       |
| 7è | Damiano Caruso    | Bahrain Victorious     | + 39"       |
| 8è | Giulio Ciccone    | Trek-Segafredo         | + 41"       |
| 9è | Daniel Martin     | Israel Start-Up Nation | + 47"       |
| 10è | Simon Yates       | Team BikeExchange      | + 49"       |

### Etapa 8
Foggia – Guardia Sanframondi, 15 de maig de 2021, 170 km
Etapa trencacames, amb dues ascensions no puntuables (km 35 i 87) i dos ports puntuables: Bocca della Selva (19,6 km al 4,5%), de segona categoria, que es corona a manca de 50 km per l'arribada a Guardia Sanframondi, una petita cota de quarta categoria (3,5 km al 6,7%). El vencedor de l'etapa fou Victor Lafay, que s'imposà en solitari amb 36" sobre Francesco Gavazzi, membre de l'escapada del dia. El grup dels favorits arribà a gairebé cinc minuts, sense que es produeixi cap canvi en la general.
| \| Classificació de l'etapa \| Classificació de l'etapa \| Classificació de l'etapa \| Classificació de l'etapa \| Classificació de l'etapa \| \| Corredor \| Corredor \| Equip \| Temps \| \| \| ------------------------ \| ------------------------ \| ------------------------ \| ------------------------ \| ------------------------ \| \| 1r \| Victor Lafay \| Cofidis \| 4h 06' 47" \| \| \| 2n \| Francesco Gavazzi \| Eolo-Kometa \| + 36" \| \| \| 3r \| Nikias Arndt \| Team DSM \| + 37" \| \| \| 4t \| Nélson Oliveira \| Movistar Team \| + 41" \| \| \| 5è \| Giovanni Carboni \| Bardiani CSF Faizanè \| + 44" \| \| \| 6è \| Kobe Goossens \| Lotto-Soudal \| + 58" \| \| \| 7è \| Victor Campenaerts \| Qhubeka Assos \| + 1' 00" \| \| \| 8è \| Alexis Gougeard \| AG2R Citroën Team \| + 1' 54" \| \| \| 9è \| Fernando Gaviria Rendón \| UAE Team Emirates \| + 3' 04" \| \| \| 10è \| João Almeida \| Deceuninck-Quick Step \| + 4' 48" \| \| |                         |                       |            |
| |                         |                       |            |
| Font: ProCyclingStats |                         |                       |            |
| Classificació de l'etapa |                         |                       |            |
| Corredor | Corredor                | Equip                 | Temps      |
| 1r | Victor Lafay            | Cofidis               | 4h 06' 47" |
| 2n | Francesco Gavazzi       | Eolo-Kometa           | + 36"      |
| 3r | Nikias Arndt            | Team DSM              | + 37"      |
| 4t | Nélson Oliveira         | Movistar Team         | + 41"      |
| 5è | Giovanni Carboni        | Bardiani CSF Faizanè  | + 44"      |
| 6è | Kobe Goossens           | Lotto-Soudal          | + 58"      |
| 7è | Victor Campenaerts      | Qhubeka Assos         | + 1' 00"   |
| 8è | Alexis Gougeard         | AG2R Citroën Team     | + 1' 54"   |
| 9è | Fernando Gaviria Rendón | UAE Team Emirates     | + 3' 04"   |
| 10è | João Almeida            | Deceuninck-Quick Step | + 4' 48"   |

| \| Classificació general \| Classificació general \| Classificació general \| Classificació general \| Classificació general \| \| Corredor \| Corredor \| Equip \| Temps \| \| \| --------------------- \| --------------------- \| ---------------------- \| --------------------- \| --------------------- \| \| 1r \| Attila Valter \| Groupama-FDJ \| 31h 10' 53" \| \| \| 2n \| Remco Evenepoel \| Deceuninck-Quick Step \| + 11" \| \| \| 3r \| Egan Bernal Gómez \| Ineos Grenadiers \| + 16" \| \| \| 4t \| Aleksandr Vlàssov \| Astana-Premier Tech \| + 24" \| \| \| 5è \| Hugh Carthy \| EF Education-Nippo \| + 38" \| \| \| 6è \| Damiano Caruso \| Bahrain Victorious \| + 39" \| \| \| 7è \| Giulio Ciccone \| Trek-Segafredo \| + 41" \| \| \| 8è \| Daniel Martin \| Israel Start-Up Nation \| + 47" \| \| \| 9è \| Simon Yates \| Team BikeExchange \| + 49" \| \| \| 10è \| Louis Vervaeke \| Alpecin-Fenix \| + 50" \| \| |                   |                        |             |
| |                   |                        |             |
| Font: ProCyclingStats |                   |                        |             |
| Classificació general |                   |                        |             |
| Corredor | Corredor          | Equip                  | Temps       |
| 1r | Attila Valter     | Groupama-FDJ           | 31h 10' 53" |
| 2n | Remco Evenepoel   | Deceuninck-Quick Step  | + 11"       |
| 3r | Egan Bernal Gómez | Ineos Grenadiers       | + 16"       |
| 4t | Aleksandr Vlàssov | Astana-Premier Tech    | + 24"       |
| 5è | Hugh Carthy       | EF Education-Nippo     | + 38"       |
| 6è | Damiano Caruso    | Bahrain Victorious     | + 39"       |
| 7è | Giulio Ciccone    | Trek-Segafredo         | + 41"       |
| 8è | Daniel Martin     | Israel Start-Up Nation | + 47"       |
| 9è | Simon Yates       | Team BikeExchange      | + 49"       |
| 10è | Louis Vervaeke    | Alpecin-Fenix          | + 50"       |

### Etapa 9
Castel di Sangro – Campo Felice, 16 de maig de 2021, 158 km
Primera gran etapa de muntanya pels Apenins, amb quatre ports puntuables, un de tercera (Forca Caruso, km 101,5 - 13 km al 4,5%), dos de segona (Passo Godi, km 35 - 14,7 km al 3,9%; i Ovindoli, km 134,5 - 17,1 km al 4,5%) i el final, a Campo Felice, de primera categoria (5,7 km al 5,8%) i un darrer quilòmetre per pista forestal.
A 86 quilòmetres de l'arribada es forma una escapada formada per 16 ciclistes. Al pas per la Forca Caruso, a 56 quilòmetres de meta, disposaven de més de 3 minuts. En l'ascensió a Ovindoli (2a categoria) el grup capdavanter es trenca, quedant Geoffrey Bouchard (AG2R Citroën) i Simon Carr (EF Education-Nippo) al capdavant. A 9 km de meta Bouchard deixa Carr i comença la darrera ascensió del dia en solitari. Durant l'ascensió és atrapat per Koen Bouwman (Jumbo-Visma). A manca de 500 metres aquest duet és superat per Egan Bernal (Ineos Grenadiers), que imposà la seva força amb un atac que no va poder seguir cap altre ciclista. Bernal aconsegueix el liderat. Durant l'etapa Matej Mohoric va patir una greu caiguda que l'obligà a abandonar.
| \| Classificació de l'etapa \| Classificació de l'etapa \| Classificació de l'etapa \| Classificació de l'etapa \| Classificació de l'etapa \| \| Corredor \| Corredor \| Equip \| Temps \| \| \| ------------------------ \| ------------------------ \| ------------------------ \| ------------------------ \| ------------------------ \| \| 1r \| Egan Bernal Gómez \| Ineos Grenadiers \| 4h 08' 23" \| \| \| 2n \| Giulio Ciccone \| Trek-Segafredo \| + 7" \| \| \| 3r \| Aleksandr Vlàssov \| Astana-Premier Tech \| + 7" \| \| \| 4t \| Remco Evenepoel \| Deceuninck-Quick Step \| + 10" \| \| \| 5è \| Daniel Martin \| Israel Start-Up Nation \| + 10" \| \| \| 6è \| Damiano Caruso \| Bahrain Victorious \| + 12" \| \| \| 7è \| Romain Bardet \| Team DSM \| + 12" \| \| \| 8è \| Marc Soler i Giménez \| Movistar Team \| + 12" \| \| \| 9è \| Daniel Martínez Poveda \| Ineos Grenadiers \| + 12" \| \| \| 10è \| João Almeida \| Deceuninck-Quick Step \| + 12" \| \| |                        |                        |            |
| |                        |                        |            |
| Font: ProCyclingStats |                        |                        |            |
| Classificació de l'etapa |                        |                        |            |
| Corredor | Corredor               | Equip                  | Temps      |
| 1r | Egan Bernal Gómez      | Ineos Grenadiers       | 4h 08' 23" |
| 2n | Giulio Ciccone         | Trek-Segafredo         | + 7"       |
| 3r | Aleksandr Vlàssov      | Astana-Premier Tech    | + 7"       |
| 4t | Remco Evenepoel        | Deceuninck-Quick Step  | + 10"      |
| 5è | Daniel Martin          | Israel Start-Up Nation | + 10"      |
| 6è | Damiano Caruso         | Bahrain Victorious     | + 12"      |
| 7è | Romain Bardet          | Team DSM               | + 12"      |
| 8è | Marc Soler i Giménez   | Movistar Team          | + 12"      |
| 9è | Daniel Martínez Poveda | Ineos Grenadiers       | + 12"      |
| 10è | João Almeida           | Deceuninck-Quick Step  | + 12"      |

| \| Classificació general \| Classificació general \| Classificació general \| Classificació general \| Classificació general \| \| Corredor \| Corredor \| Equip \| Temps \| \| \| --------------------- \| --------------------- \| ---------------------- \| --------------------- \| --------------------- \| \| 1r \| Egan Bernal Gómez \| Ineos Grenadiers \| 35h 19' 22" \| \| \| 2n \| Remco Evenepoel \| Deceuninck-Quick Step \| + 15" \| \| \| 3r \| Aleksandr Vlàssov \| Astana-Premier Tech \| + 21" \| \| \| 4t \| Giulio Ciccone \| Trek-Segafredo \| + 36" \| \| \| 5è \| Attila Valter \| Groupama-FDJ \| + 43" \| \| \| 6è \| Hugh Carthy \| EF Education-Nippo \| + 44" \| \| \| 7è \| Damiano Caruso \| Bahrain Victorious \| + 45" \| \| \| 8è \| Daniel Martin \| Israel Start-Up Nation \| + 51" \| \| \| 9è \| Simon Yates \| Team BikeExchange \| + 55" \| \| \| 10è \| Davide Formolo \| UAE Team Emirates \| + 1' 01" \| \| |                   |                        |             |
| |                   |                        |             |
| Font: ProCyclingStats |                   |                        |             |
| Classificació general |                   |                        |             |
| Corredor | Corredor          | Equip                  | Temps       |
| 1r | Egan Bernal Gómez | Ineos Grenadiers       | 35h 19' 22" |
| 2n | Remco Evenepoel   | Deceuninck-Quick Step  | + 15"       |
| 3r | Aleksandr Vlàssov | Astana-Premier Tech    | + 21"       |
| 4t | Giulio Ciccone    | Trek-Segafredo         | + 36"       |
| 5è | Attila Valter     | Groupama-FDJ           | + 43"       |
| 6è | Hugh Carthy       | EF Education-Nippo     | + 44"       |
| 7è | Damiano Caruso    | Bahrain Victorious     | + 45"       |
| 8è | Daniel Martin     | Israel Start-Up Nation | + 51"       |
| 9è | Simon Yates       | Team BikeExchange      | + 55"       |
| 10è | Davide Formolo    | UAE Team Emirates      | + 1' 01"    |

### Etapa 10
L'Aquila – Foligno, 17 de maig de 2021, 139 km
Etapa més curta de la present edició del Giro, amb una sola cota de quarta categoria a superar, a manca de 38 km per l'arribada.

L'etapa fou marcada per una escapada de cinc ciclistes: Samuele Rivi (Eolo-Kometa), Umberto Marengo (Bardiani), Simon Pellaud (Androni), Taco van der Hoorn (Intermarché-Wanty Gobert) i Kobe Goossens (Lotto-Soudal). Durant l’única ascensió del dia, el Valico Della Somma els escapats són neutralitzats pel gran grup. El Bora-Hansgrohe controla els darrers quilòmetres d'etapa per eviar nous atacs. La victòria es decideix a l'esprint, on Peter Sagan demostra ser el millor.
| \| Classificació de l'etapa \| Classificació de l'etapa \| Classificació de l'etapa \| Classificació de l'etapa \| Classificació de l'etapa \| \| Corredor \| Corredor \| Equip \| Temps \| \| \| ------------------------ \| -------------------------- \| ------------------------ \| ------------------------ \| ------------------------ \| \| 1r \| Peter Sagan \| Bora-Hansgrohe \| 3h 10' 56" \| \| \| 2n \| Fernando Gaviria Rendón \| UAE Team Emirates \| + 0" \| \| \| 3r \| Davide Cimolai \| Israel Start-Up Nation \| + 0" \| \| \| 4t \| Stefano Oldani \| Lotto-Soudal \| + 0" \| \| \| 5è \| Gianni Vermeersch \| Alpecin-Fenix \| + 0" \| \| \| 6è \| Dries De Bondt \| Alpecin-Fenix \| + 0" \| \| \| 7è \| Andrea Vendrame \| AG2R Citroën Team \| + 0" \| \| \| 8è \| Vincenzo Albanese \| Eolo-Kometa \| + 0" \| \| \| 9è \| Elia Viviani \| Cofidis \| + 0" \| \| \| 10è \| Sebastián Molano Benavides \| UAE Team Emirates \| + 0" \| \| |                            |                        |            |
| |                            |                        |            |
| Font: ProCyclingStats |                            |                        |            |
| Classificació de l'etapa |                            |                        |            |
| Corredor | Corredor                   | Equip                  | Temps      |
| 1r | Peter Sagan                | Bora-Hansgrohe         | 3h 10' 56" |
| 2n | Fernando Gaviria Rendón    | UAE Team Emirates      | + 0"       |
| 3r | Davide Cimolai             | Israel Start-Up Nation | + 0"       |
| 4t | Stefano Oldani             | Lotto-Soudal           | + 0"       |
| 5è | Gianni Vermeersch          | Alpecin-Fenix          | + 0"       |
| 6è | Dries De Bondt             | Alpecin-Fenix          | + 0"       |
| 7è | Andrea Vendrame            | AG2R Citroën Team      | + 0"       |
| 8è | Vincenzo Albanese          | Eolo-Kometa            | + 0"       |
| 9è | Elia Viviani               | Cofidis                | + 0"       |
| 10è | Sebastián Molano Benavides | UAE Team Emirates      | + 0"       |

| \| Classificació general \| Classificació general \| Classificació general \| Classificació general \| Classificació general \| \| Corredor \| Corredor \| Equip \| Temps \| \| \| --------------------- \| --------------------- \| ---------------------- \| --------------------- \| --------------------- \| \| 1r \| Egan Bernal Gómez \| Ineos Grenadiers \| 38h 30' 17" \| \| \| 2n \| Remco Evenepoel \| Deceuninck-Quick Step \| + 14" \| \| \| 3r \| Aleksandr Vlàssov \| Astana-Premier Tech \| + 22" \| \| \| 4t \| Giulio Ciccone \| Trek-Segafredo \| + 37" \| \| \| 5è \| Attila Valter \| Groupama-FDJ \| + 44" \| \| \| 6è \| Hugh Carthy \| EF Education-Nippo \| + 45" \| \| \| 7è \| Damiano Caruso \| Bahrain Victorious \| + 46" \| \| \| 8è \| Daniel Martin \| Israel Start-Up Nation \| + 52" \| \| \| 9è \| Simon Yates \| Team BikeExchange \| + 56" \| \| \| 10è \| Davide Formolo \| UAE Team Emirates \| + 1' 02" \| \| |                   |                        |             |
| |                   |                        |             |
| Font: ProCyclingStats |                   |                        |             |
| Classificació general |                   |                        |             |
| Corredor | Corredor          | Equip                  | Temps       |
| 1r | Egan Bernal Gómez | Ineos Grenadiers       | 38h 30' 17" |
| 2n | Remco Evenepoel   | Deceuninck-Quick Step  | + 14"       |
| 3r | Aleksandr Vlàssov | Astana-Premier Tech    | + 22"       |
| 4t | Giulio Ciccone    | Trek-Segafredo         | + 37"       |
| 5è | Attila Valter     | Groupama-FDJ           | + 44"       |
| 6è | Hugh Carthy       | EF Education-Nippo     | + 45"       |
| 7è | Damiano Caruso    | Bahrain Victorious     | + 46"       |
| 8è | Daniel Martin     | Israel Start-Up Nation | + 52"       |
| 9è | Simon Yates       | Team BikeExchange      | + 56"       |
| 10è | Davide Formolo    | UAE Team Emirates      | + 1' 02"    |

### Etapa 11
Perusa – Montalcino, 19 de maig de 2021, 162 km
Etapa que té lloc l'endemà del primer dia de descans. En el darrer tram de l'etapa hi ha quatre trams de les carreteres blanques sense asfaltar o sterratto que formen part de la Strade Bianche. Els quatre trams sumen 35,2 quilòmetres. Durant l'etapa els ciclistes hauran de superar dues vegades el Passo del Lume Spento, de 3a categoria, el segon pas del qual es troba a tan sols 4 quilòmetres de l'arribada.

Només començar l'etapa es forma una escapada formada per 11 ciclistes. En començar el primer tram de sterratto els escapats disposen de 14 minuts i mig sobre el gran grup. Comandat per Filippo Ganna, el gran grup es va anar fraccionant, quedant al davant Egan Bernal, Giulio Ciccone, Peter Sagan i Romain Bardet però no pas Remco Evenepoel, Aleksandr Vlàssov i Hugh Carthy. En el tercer tram de terra Bernal i l'Ineos-Grenadiers van atacar, deixant enrere a bona part dels rivals. Per davant Mauro Schmid va guanyar l'etapa a l'esprint sobre Alessandro Covi. Bernal fou el millor entre els favorits, consolidant d'aquesta manera el liderat.
| \| Classificació de l'etapa \| Classificació de l'etapa \| Classificació de l'etapa \| Classificació de l'etapa \| Classificació de l'etapa \| \| Corredor \| Corredor \| Equip \| Temps \| \| \| ------------------------ \| ------------------------ \| ---------------------------------- \| ------------------------ \| ------------------------ \| \| 1r \| Mauro Schmid \| Qhubeka Assos \| 4h 01' 55" \| \| \| 2n \| Alessandro Covi \| UAE Team Emirates \| + 1" \| \| \| 3r \| Harm Vanhoucke \| Lotto-Soudal \| + 26" \| \| \| 4t \| Dries De Bondt \| Alpecin-Fenix \| + 41" \| \| \| 5è \| Simon Guglielmi \| Groupama-FDJ \| + 41" \| \| \| 6è \| Enrico Battaglin \| Bardiani CSF Faizanè \| + 44" \| \| \| 7è \| Roger Kluge \| Lotto-Soudal \| + 1' 23" \| \| \| 8è \| Francesco Gavazzi \| Eolo-Kometa \| + 1' 37" \| \| \| 9è \| Taco van der Hoorn \| Intermarché-Wanty-Gobert Matériaux \| + 1' 43" \| \| \| 10è \| Lawrence Naesen \| AG2R Citroën Team \| + 1' 59" \| \| |                    |                                    |            |
| |                    |                                    |            |
| Font: ProCyclingStats |                    |                                    |            |
| Classificació de l'etapa |                    |                                    |            |
| Corredor | Corredor           | Equip                              | Temps      |
| 1r | Mauro Schmid       | Qhubeka Assos                      | 4h 01' 55" |
| 2n | Alessandro Covi    | UAE Team Emirates                  | + 1"       |
| 3r | Harm Vanhoucke     | Lotto-Soudal                       | + 26"      |
| 4t | Dries De Bondt     | Alpecin-Fenix                      | + 41"      |
| 5è | Simon Guglielmi    | Groupama-FDJ                       | + 41"      |
| 6è | Enrico Battaglin   | Bardiani CSF Faizanè               | + 44"      |
| 7è | Roger Kluge        | Lotto-Soudal                       | + 1' 23"   |
| 8è | Francesco Gavazzi  | Eolo-Kometa                        | + 1' 37"   |
| 9è | Taco van der Hoorn | Intermarché-Wanty-Gobert Matériaux | + 1' 43"   |
| 10è | Lawrence Naesen    | AG2R Citroën Team                  | + 1' 59"   |

| \| Classificació general \| Classificació general \| Classificació general \| Classificació general \| Classificació general \| \| Corredor \| Corredor \| Equip \| Temps \| \| \| --------------------- \| ---------------------- \| --------------------- \| --------------------- \| --------------------- \| \| 1r \| Egan Bernal Gómez \| Ineos Grenadiers \| 42h 35' 21" \| \| \| 2n \| Aleksandr Vlàssov \| Astana-Premier Tech \| + 45" \| \| \| 3r \| Damiano Caruso \| Bahrain Victorious \| + 1' 12" \| \| \| 4t \| Hugh Carthy \| EF Education-Nippo \| + 1' 17" \| \| \| 5è \| Simon Yates \| Team BikeExchange \| + 1' 22" \| \| \| 6è \| Emanuel Buchmann \| Bora-Hansgrohe \| + 1' 50" \| \| \| 7è \| Remco Evenepoel \| Deceuninck-Quick Step \| + 2' 22" \| \| \| 8è \| Giulio Ciccone \| Trek-Segafredo \| + 2' 24" \| \| \| 9è \| Tobias Foss \| Jumbo-Visma \| + 2' 49" \| \| \| 10è \| Daniel Martínez Poveda \| Ineos Grenadiers \| + 3' 15" \| \| |                        |                       |             |
| |                        |                       |             |
| Font: ProCyclingStats |                        |                       |             |
| Classificació general |                        |                       |             |
| Corredor | Corredor               | Equip                 | Temps       |
| 1r | Egan Bernal Gómez      | Ineos Grenadiers      | 42h 35' 21" |
| 2n | Aleksandr Vlàssov      | Astana-Premier Tech   | + 45"       |
| 3r | Damiano Caruso         | Bahrain Victorious    | + 1' 12"    |
| 4t | Hugh Carthy            | EF Education-Nippo    | + 1' 17"    |
| 5è | Simon Yates            | Team BikeExchange     | + 1' 22"    |
| 6è | Emanuel Buchmann       | Bora-Hansgrohe        | + 1' 50"    |
| 7è | Remco Evenepoel        | Deceuninck-Quick Step | + 2' 22"    |
| 8è | Giulio Ciccone         | Trek-Segafredo        | + 2' 24"    |
| 9è | Tobias Foss            | Jumbo-Visma           | + 2' 49"    |
| 10è | Daniel Martínez Poveda | Ineos Grenadiers      | + 3' 15"    |

### Etapa 12
Siena – Bagno di Romagna, 20 de maig de 2021, 212 km
Llarga etapa de mitja muntanya a través de la regió vinícola del Chianti i els Apenins. Els ciclistes hauran de superar quatre ports de muntanya (dos de segona categoria i dos de tercera). El darrer dels colls, el Passo del Carnaio, es troba a tan sols deu quilòmetres de l'arribada, amb un descens força tècnic.

En els primers quilòmetres d'etapa el catalpa Marc Soler va patir una caiguda que l'obligà a abandonar. Després de diversos intents fallits, l'escapada del dia es va formar a 147 quilòmetres de l'arribada. Inicialment composta per 14 ciclistes, poc després s'amplià fins a 16 ciclistes. En coronar el Passo della Consuma, a 80 km de meta, els escapats disposaven de 9 minuts sobre el gran grup, liderat per l'equip Ineos Grenadiers. El descens del port, sota la pluja, trenca l'escapada en diversos grups. En l’ascensió al Passo della Calla, el grup capdavanter es reconstitueix, però, en la darrera dificultat del dia, el Passo del Carnaio, quatre ciclistes aconsegueixen escapolir-se al capdavant: Vendrame, Brambilla, Bennett i Hamilton. A tres quilòmetres de l'arribada Vendrame i Hamilton deixaen enrere els seus dos companys d'escapada i es van presentar junts a la meta de Bagno di Romagna. Andrea Vendrame fou el vencedor a l'esprint. El gran grup arribà a més de 10 minuts del guanyador.
| \| Classificació de l'etapa \| Classificació de l'etapa \| Classificació de l'etapa \| Classificació de l'etapa \| Classificació de l'etapa \| \| Corredor \| Corredor \| Equip \| Temps \| \| \| ------------------------ \| ------------------------ \| ---------------------------------- \| ------------------------ \| ------------------------ \| \| 1r \| Andrea Vendrame \| AG2R Citroën Team \| 5h 43' 48" \| \| \| 2n \| Chris Hamilton \| Team DSM \| + 0" \| \| \| 3r \| George Bennett \| Jumbo-Visma \| + 15" \| \| \| 4t \| Gianluca Brambilla \| Trek-Segafredo \| + 15" \| \| \| 5è \| Giovanni Visconti \| Bardiani CSF Faizanè \| + 1' 12" \| \| \| 6è \| Geoffrey Bouchard \| AG2R Citroën Team \| + 1' 25" \| \| \| 7è \| Nicolas Edet \| Cofidis \| + 1' 47" \| \| \| 8è \| Simone Petilli \| Intermarché-Wanty-Gobert Matériaux \| + 1' 47" \| \| \| 9è \| Mikkel Frølich Honoré \| Deceuninck-Quick Step \| + 3' 00" \| \| \| 10è \| Simone Ravanelli \| Androni Giocattoli-Sidermec \| + 4' 19" \| \| |                       |                                    |            |
| |                       |                                    |            |
| Font: ProCyclingStats |                       |                                    |            |
| Classificació de l'etapa |                       |                                    |            |
| Corredor | Corredor              | Equip                              | Temps      |
| 1r | Andrea Vendrame       | AG2R Citroën Team                  | 5h 43' 48" |
| 2n | Chris Hamilton        | Team DSM                           | + 0"       |
| 3r | George Bennett        | Jumbo-Visma                        | + 15"      |
| 4t | Gianluca Brambilla    | Trek-Segafredo                     | + 15"      |
| 5è | Giovanni Visconti     | Bardiani CSF Faizanè               | + 1' 12"   |
| 6è | Geoffrey Bouchard     | AG2R Citroën Team                  | + 1' 25"   |
| 7è | Nicolas Edet          | Cofidis                            | + 1' 47"   |
| 8è | Simone Petilli        | Intermarché-Wanty-Gobert Matériaux | + 1' 47"   |
| 9è | Mikkel Frølich Honoré | Deceuninck-Quick Step              | + 3' 00"   |
| 10è | Simone Ravanelli      | Androni Giocattoli-Sidermec        | + 4' 19"   |

| \| Classificació general \| Classificació general \| Classificació general \| Classificació general \| Classificació general \| \| Corredor \| Corredor \| Equip \| Temps \| \| \| --------------------- \| ---------------------- \| --------------------- \| --------------------- \| --------------------- \| \| 1r \| Egan Bernal Gómez \| Ineos Grenadiers \| 48h 29' 23" \| \| \| 2n \| Aleksandr Vlàssov \| Astana-Premier Tech \| + 45" \| \| \| 3r \| Damiano Caruso \| Bahrain Victorious \| + 1' 12" \| \| \| 4t \| Hugh Carthy \| EF Education-Nippo \| + 1' 17" \| \| \| 5è \| Simon Yates \| Team BikeExchange \| + 1' 22" \| \| \| 6è \| Emanuel Buchmann \| Bora-Hansgrohe \| + 1' 50" \| \| \| 7è \| Remco Evenepoel \| Deceuninck-Quick Step \| + 2' 22" \| \| \| 8è \| Giulio Ciccone \| Trek-Segafredo \| + 2' 24" \| \| \| 9è \| Tobias Foss \| Jumbo-Visma \| + 2' 49" \| \| \| 10è \| Daniel Martínez Poveda \| Ineos Grenadiers \| + 3' 15" \| \| |                        |                       |             |
| |                        |                       |             |
| Font: ProCyclingStats |                        |                       |             |
| Classificació general |                        |                       |             |
| Corredor | Corredor               | Equip                 | Temps       |
| 1r | Egan Bernal Gómez      | Ineos Grenadiers      | 48h 29' 23" |
| 2n | Aleksandr Vlàssov      | Astana-Premier Tech   | + 45"       |
| 3r | Damiano Caruso         | Bahrain Victorious    | + 1' 12"    |
| 4t | Hugh Carthy            | EF Education-Nippo    | + 1' 17"    |
| 5è | Simon Yates            | Team BikeExchange     | + 1' 22"    |
| 6è | Emanuel Buchmann       | Bora-Hansgrohe        | + 1' 50"    |
| 7è | Remco Evenepoel        | Deceuninck-Quick Step | + 2' 22"    |
| 8è | Giulio Ciccone         | Trek-Segafredo        | + 2' 24"    |
| 9è | Tobias Foss            | Jumbo-Visma           | + 2' 49"    |
| 10è | Daniel Martínez Poveda | Ineos Grenadiers      | + 3' 15"    |

### Etapa 13
Ravenna – Verona, 21 de maig de 2021, 198 km

Etapa totalment plana per la vall del Po. El vencedor, a l'esprint, fou l'italià Giacomo Nizzolo, que d'aquesta manera aconseguia la seva primera victòria d'etapa en una gran volta.
| \| Classificació de l'etapa \| Classificació de l'etapa \| Classificació de l'etapa \| Classificació de l'etapa \| Classificació de l'etapa \| \| Corredor \| Corredor \| Equip \| Temps \| \| \| ------------------------ \| ------------------------ \| ---------------------------------- \| ------------------------ \| ------------------------ \| \| 1r \| Giacomo Nizzolo \| Qhubeka Assos \| 4h 42' 19" \| \| \| 2n \| Edoardo Affini \| Jumbo-Visma \| + 0" \| \| \| 3r \| Peter Sagan \| Bora-Hansgrohe \| + 0" \| \| \| 4t \| Davide Cimolai \| Israel Start-Up Nation \| + 0" \| \| \| 5è \| Fernando Gaviria Rendón \| UAE Team Emirates \| + 0" \| \| \| 6è \| Stefano Oldani \| Lotto-Soudal \| + 0" \| \| \| 7è \| Andrea Pasqualon \| Intermarché-Wanty-Gobert Matériaux \| + 0" \| \| \| 8è \| Max Kanter \| Team DSM \| + 0" \| \| \| 9è \| Elia Viviani \| Cofidis \| + 0" \| \| \| 10è \| Dylan Groenewegen \| Jumbo-Visma \| + 0" \| \| |                         |                                    |            |
| |                         |                                    |            |
| Font: ProCyclingStats |                         |                                    |            |
| Classificació de l'etapa |                         |                                    |            |
| Corredor | Corredor                | Equip                              | Temps      |
| 1r | Giacomo Nizzolo         | Qhubeka Assos                      | 4h 42' 19" |
| 2n | Edoardo Affini          | Jumbo-Visma                        | + 0"       |
| 3r | Peter Sagan             | Bora-Hansgrohe                     | + 0"       |
| 4t | Davide Cimolai          | Israel Start-Up Nation             | + 0"       |
| 5è | Fernando Gaviria Rendón | UAE Team Emirates                  | + 0"       |
| 6è | Stefano Oldani          | Lotto-Soudal                       | + 0"       |
| 7è | Andrea Pasqualon        | Intermarché-Wanty-Gobert Matériaux | + 0"       |
| 8è | Max Kanter              | Team DSM                           | + 0"       |
| 9è | Elia Viviani            | Cofidis                            | + 0"       |
| 10è | Dylan Groenewegen       | Jumbo-Visma                        | + 0"       |

| \| Classificació general \| Classificació general \| Classificació general \| Classificació general \| Classificació general \| \| Corredor \| Corredor \| Equip \| Temps \| \| \| --------------------- \| ---------------------- \| --------------------- \| --------------------- \| --------------------- \| \| 1r \| Egan Bernal Gómez \| Ineos Grenadiers \| 53h 11' 42" \| \| \| 2n \| Aleksandr Vlàssov \| Astana-Premier Tech \| + 45" \| \| \| 3r \| Damiano Caruso \| Bahrain Victorious \| + 1' 12" \| \| \| 4t \| Hugh Carthy \| EF Education-Nippo \| + 1' 17" \| \| \| 5è \| Simon Yates \| Team BikeExchange \| + 1' 22" \| \| \| 6è \| Emanuel Buchmann \| Bora-Hansgrohe \| + 1' 50" \| \| \| 7è \| Remco Evenepoel \| Deceuninck-Quick Step \| + 2' 22" \| \| \| 8è \| Giulio Ciccone \| Trek-Segafredo \| + 2' 24" \| \| \| 9è \| Tobias Foss \| Jumbo-Visma \| + 2' 49" \| \| \| 10è \| Daniel Martínez Poveda \| Ineos Grenadiers \| + 3' 15" \| \| |                        |                       |             |
| |                        |                       |             |
| Font: ProCyclingStats |                        |                       |             |
| Classificació general |                        |                       |             |
| Corredor | Corredor               | Equip                 | Temps       |
| 1r | Egan Bernal Gómez      | Ineos Grenadiers      | 53h 11' 42" |
| 2n | Aleksandr Vlàssov      | Astana-Premier Tech   | + 45"       |
| 3r | Damiano Caruso         | Bahrain Victorious    | + 1' 12"    |
| 4t | Hugh Carthy            | EF Education-Nippo    | + 1' 17"    |
| 5è | Simon Yates            | Team BikeExchange     | + 1' 22"    |
| 6è | Emanuel Buchmann       | Bora-Hansgrohe        | + 1' 50"    |
| 7è | Remco Evenepoel        | Deceuninck-Quick Step | + 2' 22"    |
| 8è | Giulio Ciccone         | Trek-Segafredo        | + 2' 24"    |
| 9è | Tobias Foss            | Jumbo-Visma           | + 2' 49"    |
| 10è | Daniel Martínez Poveda | Ineos Grenadiers      | + 3' 15"    |

### Etapa 14
Cittadella – Zoncolan, 22 de maig de 2021, 205 km
Etapa amb dues parts ben diferenciades. Els primers 135 km són totalment plans, mentre en els darrers 70 km el recorregut presenta dues dificultats muntanyoses, el Monte Rest (2a categoria, coronat a 58 quilòmetres de l'arribada, 10,6 km al 6,1%) i el Zoncolan. L'ascensió, de 13 km, es fa pel vessant est, tot passant pels pobles d'Arta Terme i Sutrio. Els primers 10 quilòmetres són per carreteres amples i pendents al voltant del 7 i 8%. Els dos quilòmetres següents quilòmetres tenen una mitjana del 12% amb un tram al 25% i una carretera més estreta. El darrer quilòmetre té una mitjana del 14,7%, amb 500 metres amb una mitjana del 20,4%.

En els primers quilòmetres de l'etapa es forma una escapada amb la presència d'onze ciclistes de vuit equips diferents. En començar l'ascensió al Monte Rest disposen de més de vuit minuts sobre el gran grup i en coronar-lo s'ha reduït a menys de sis minuts. En el descens de Monte Rest un grup de set ciclistes, entre els quals hi havia el líder i el segon classificat agafen la davantera al gran grup, però foren neutralitzats a manca de 40 quilòmetres pel final. En començar l'ascensió al Zoncolan els escapats tenen més de sis minuts sobre el gran grup. Jan Tratnik i Lorenzo Fortunato demostren ser els més forts entre els escapats. En el tram més dur de l'ascensió Fortunato deixa enrere a Tratnik, per guanyar l'etapa amb gairebé mig minut. Entre els favorits Egan Bernal i Simon Yates són els millors classificats, mentre Remco Evenepoel és dels que perd més temps.
| \| Classificació de l'etapa \| Classificació de l'etapa \| Classificació de l'etapa \| Classificació de l'etapa \| Classificació de l'etapa \| \| Corredor \| Corredor \| Equip \| Temps \| \| \| ------------------------ \| ------------------------ \| ------------------------ \| ------------------------ \| ------------------------ \| \| 1r \| Lorenzo Fortunato \| Eolo-Kometa \| 5h 17' 22" \| \| \| 2n \| Jan Tratnik \| Bahrain Victorious \| + 26" \| \| \| 3r \| Alessandro Covi \| UAE Team Emirates \| + 59" \| \| \| 4t \| Egan Bernal Gómez \| Ineos Grenadiers \| + 1' 43" \| \| \| 5è \| Bauke Mollema \| Trek-Segafredo \| + 1' 47" \| \| \| 6è \| Simon Yates \| Team BikeExchange \| + 1' 54" \| \| \| 7è \| George Bennett \| Jumbo-Visma \| + 2' 10" \| \| \| 8è \| Nélson Oliveira \| Movistar Team \| + 2' 18" \| \| \| 9è \| Daniel Martínez Poveda \| Ineos Grenadiers \| + 2' 22" \| \| \| 10è \| Damiano Caruso \| Bahrain Victorious \| + 2' 22" \| \| |                        |                    |            |
| |                        |                    |            |
| Font: ProCyclingStats |                        |                    |            |
| Classificació de l'etapa |                        |                    |            |
| Corredor | Corredor               | Equip              | Temps      |
| 1r | Lorenzo Fortunato      | Eolo-Kometa        | 5h 17' 22" |
| 2n | Jan Tratnik            | Bahrain Victorious | + 26"      |
| 3r | Alessandro Covi        | UAE Team Emirates  | + 59"      |
| 4t | Egan Bernal Gómez      | Ineos Grenadiers   | + 1' 43"   |
| 5è | Bauke Mollema          | Trek-Segafredo     | + 1' 47"   |
| 6è | Simon Yates            | Team BikeExchange  | + 1' 54"   |
| 7è | George Bennett         | Jumbo-Visma        | + 2' 10"   |
| 8è | Nélson Oliveira        | Movistar Team      | + 2' 18"   |
| 9è | Daniel Martínez Poveda | Ineos Grenadiers   | + 2' 22"   |
| 10è | Damiano Caruso         | Bahrain Victorious | + 2' 22"   |

| \| Classificació general \| Classificació general \| Classificació general \| Classificació general \| Classificació general \| \| Corredor \| Corredor \| Equip \| Temps \| \| \| --------------------- \| ---------------------- \| --------------------- \| --------------------- \| --------------------- \| \| 1r \| Egan Bernal Gómez \| Ineos Grenadiers \| 58h 30' 47" \| \| \| 2n \| Simon Yates \| Team BikeExchange \| + 1' 33" \| \| \| 3r \| Damiano Caruso \| Bahrain Victorious \| + 1' 51" \| \| \| 4t \| Aleksandr Vlàssov \| Astana-Premier Tech \| + 1' 57" \| \| \| 5è \| Hugh Carthy \| EF Education-Nippo \| + 2' 11" \| \| \| 6è \| Emanuel Buchmann \| Bora-Hansgrohe \| + 2' 36" \| \| \| 7è \| Giulio Ciccone \| Trek-Segafredo \| + 3' 03" \| \| \| 8è \| Remco Evenepoel \| Deceuninck-Quick Step \| + 3' 52" \| \| \| 9è \| Daniel Martínez Poveda \| Ineos Grenadiers \| + 3' 54" \| \| \| 10è \| Romain Bardet \| Team DSM \| + 4' 31" \| \| |                        |                       |             |
| |                        |                       |             |
| Font: ProCyclingStats |                        |                       |             |
| Classificació general |                        |                       |             |
| Corredor | Corredor               | Equip                 | Temps       |
| 1r | Egan Bernal Gómez      | Ineos Grenadiers      | 58h 30' 47" |
| 2n | Simon Yates            | Team BikeExchange     | + 1' 33"    |
| 3r | Damiano Caruso         | Bahrain Victorious    | + 1' 51"    |
| 4t | Aleksandr Vlàssov      | Astana-Premier Tech   | + 1' 57"    |
| 5è | Hugh Carthy            | EF Education-Nippo    | + 2' 11"    |
| 6è | Emanuel Buchmann       | Bora-Hansgrohe        | + 2' 36"    |
| 7è | Giulio Ciccone         | Trek-Segafredo        | + 3' 03"    |
| 8è | Remco Evenepoel        | Deceuninck-Quick Step | + 3' 52"    |
| 9è | Daniel Martínez Poveda | Ineos Grenadiers      | + 3' 54"    |
| 10è | Romain Bardet          | Team DSM              | + 4' 31"    |

### Etapa 15
Grado – Gorizia, 23 de maig de 2021, 147 km
Etapa a cavall d'Itàlia i Eslovènia, amb un circuit final al qual cal donar tres voltes. En aquest circuit hi ha l'única dificultat muntanyosa del dia puntuable, una cota de quarta categoria.

Poc després d'iniciar-se l'etapa, una important caiguda va obligar els organitzadors a neutralitzar l'etapa durant uns quants minuts. La caiguda va provocar l’abandonament de diversos ciclistes, entre els quals destaca l’alemany Emanuel Buchmann, sisè a la classificació general. Poc després es tornà a donar la sortida de l'etapa, amb 138 quilòmetres per disputar. Immediatament es forma una escapada formada per 15 ciclistes en representació de 10 equips: A 39 quilòmetres del final, els quinze escapats disposen de 12 minuts sobre el gran grup. Diversos atacs van dur Victor Campenaerts a guanyar l'etapa a l'esprint, per davant d'Oscar Riesebeek.
| \| Classificació de l'etapa \| Classificació de l'etapa \| Classificació de l'etapa \| Classificació de l'etapa \| Classificació de l'etapa \| \| Corredor \| Corredor \| Equip \| Temps \| \| \| ------------------------ \| -------------------------- \| ---------------------------------- \| ------------------------ \| ------------------------ \| \| 1r \| Victor Campenaerts \| Qhubeka Assos \| 3h 25' 25" \| \| \| 2n \| Oscar Riesebeek \| Alpecin-Fenix \| + 0" \| \| \| 3r \| Nikias Arndt \| Team DSM \| + 7" \| \| \| 4t \| Simone Consonni \| Cofidis \| + 7" \| \| \| 5è \| Quinten Hermans \| Intermarché-Wanty-Gobert Matériaux \| + 7" \| \| \| 6è \| Dario Cataldo \| Movistar Team \| + 7" \| \| \| 7è \| Bauke Mollema \| Trek-Segafredo \| + 9" \| \| \| 8è \| Albert Torres Barceló \| Movistar Team \| + 44" \| \| \| 9è \| Sebastián Molano Benavides \| UAE Team Emirates \| + 1' 02" \| \| \| 10è \| Max Walscheid \| Qhubeka Assos \| + 1' 02" \| \| |                            |                                    |            |
| |                            |                                    |            |
| Font: ProCyclingStats |                            |                                    |            |
| Classificació de l'etapa |                            |                                    |            |
| Corredor | Corredor                   | Equip                              | Temps      |
| 1r | Victor Campenaerts         | Qhubeka Assos                      | 3h 25' 25" |
| 2n | Oscar Riesebeek            | Alpecin-Fenix                      | + 0"       |
| 3r | Nikias Arndt               | Team DSM                           | + 7"       |
| 4t | Simone Consonni            | Cofidis                            | + 7"       |
| 5è | Quinten Hermans            | Intermarché-Wanty-Gobert Matériaux | + 7"       |
| 6è | Dario Cataldo              | Movistar Team                      | + 7"       |
| 7è | Bauke Mollema              | Trek-Segafredo                     | + 9"       |
| 8è | Albert Torres Barceló      | Movistar Team                      | + 44"      |
| 9è | Sebastián Molano Benavides | UAE Team Emirates                  | + 1' 02"   |
| 10è | Max Walscheid              | Qhubeka Assos                      | + 1' 02"   |

| \| Classificació general \| Classificació general \| Classificació general \| Classificació general \| Classificació general \| \| Corredor \| Corredor \| Equip \| Temps \| \| \| --------------------- \| ---------------------- \| --------------------- \| --------------------- \| --------------------- \| \| 1r \| Egan Bernal Gómez \| Ineos Grenadiers \| 62h 13' 33" \| \| \| 2n \| Simon Yates \| Team BikeExchange \| + 1' 33" \| \| \| 3r \| Damiano Caruso \| Bahrain Victorious \| + 1' 51" \| \| \| 4t \| Aleksandr Vlàssov \| Astana-Premier Tech \| + 1' 57" \| \| \| 5è \| Hugh Carthy \| EF Education-Nippo \| + 2' 11" \| \| \| 6è \| Giulio Ciccone \| Trek-Segafredo \| + 3' 03" \| \| \| 7è \| Remco Evenepoel \| Deceuninck-Quick Step \| + 3' 52" \| \| \| 8è \| Daniel Martínez Poveda \| Ineos Grenadiers \| + 3' 54" \| \| \| 9è \| Romain Bardet \| Team DSM \| + 4' 31" \| \| \| 10è \| Tobias Foss \| Jumbo-Visma \| + 5' 37" \| \| |                        |                       |             |
| |                        |                       |             |
| Font: ProCyclingStats |                        |                       |             |
| Classificació general |                        |                       |             |
| Corredor | Corredor               | Equip                 | Temps       |
| 1r | Egan Bernal Gómez      | Ineos Grenadiers      | 62h 13' 33" |
| 2n | Simon Yates            | Team BikeExchange     | + 1' 33"    |
| 3r | Damiano Caruso         | Bahrain Victorious    | + 1' 51"    |
| 4t | Aleksandr Vlàssov      | Astana-Premier Tech   | + 1' 57"    |
| 5è | Hugh Carthy            | EF Education-Nippo    | + 2' 11"    |
| 6è | Giulio Ciccone         | Trek-Segafredo        | + 3' 03"    |
| 7è | Remco Evenepoel        | Deceuninck-Quick Step | + 3' 52"    |
| 8è | Daniel Martínez Poveda | Ineos Grenadiers      | + 3' 54"    |
| 9è | Romain Bardet          | Team DSM              | + 4' 31"    |
| 10è | Tobias Foss            | Jumbo-Visma           | + 5' 37"    |

### Etapa 16
Sacile – Cortina d'Ampezzo, 24 de maig de 2021, 153 km
Inicialment considerada l'etapa reina de la present edició del Giro, amb 212 quilòmetres per les Dolomites, i el pas pel Pas Pordoi, Cima Coppi amb 2.239 msnm, l'etapa fou retallada per les males condicions meteorològiques. Així doncs, l'etapa quedà reduïda a tan sols 153 km, sense l'ascensió al Passo Fedaia i el Pordoi, i sols dos ports de primera, el Crosetta i el Passo Giau, que passa a ser la nova Cima Coppi del Giro 2021.

L'etapa comença sota la pluja. En la primera ascensió del dia, el Col de la Crosetta, un nombrós grup de 22 ciclistes s'escapa del gran grup. En aquest grup destaca la presència de Dan Martin, dotzè de la classificació general, Vincenzo Nibali, Davide Formolo, João Almeida i Geoffrey Bouchard, el qual coronà en primera posició el port, consolidant d'aquesta manera el liderat de la classificació de la muntanya. Els escapats disposen de 2 minuts i 50 segons sobre el gran grup al cim. A 105 quilòmetres de l'arribada sis ciclistes s'escapen del grup capdavanter. Són Almeida, Formolo, Nibali, Gorka Izagirre, Amanuel Gebrezgabihier i Antonio Pedrero. A 54 km de l'arribada aquest sextet manté cinc minuts sobre el líder, Egan Bernal, mentre la resta d'escapats és neutralitzat. A l'inici del passo Giau els escapats sols disposen de 2 minuts sobre Bernal, el qual ataca, primer acompanyat per Hugh Carthy i Romain Bardet, i després d'un nou atac ja en solitari per anar superant els escapats. Bernal coronà el Passo Giau amb 45 segons sobre el primer perseguidor, Damiano Caruso. En el descens, fins a Cortina d'Ampezzo, Bernal manté part del seu avantatge per aconseguir la segona victòria d'etapa en aquesta edició del Giro.
| \| Classificació de l'etapa \| Classificació de l'etapa \| Classificació de l'etapa \| Classificació de l'etapa \| Classificació de l'etapa \| \| Corredor \| Corredor \| Equip \| Temps \| \| \| ------------------------ \| ------------------------ \| ------------------------ \| ------------------------ \| ------------------------ \| \| 1r \| Egan Bernal Gómez \| Ineos Grenadiers \| 4h 22' 41" \| \| \| 2n \| Romain Bardet \| Team DSM \| + 27" \| \| \| 3r \| Damiano Caruso \| Bahrain Victorious \| + 27" \| \| \| 4t \| Giulio Ciccone \| Trek-Segafredo \| + 1' 18" \| \| \| 5è \| Hugh Carthy \| EF Education-Nippo \| + 1' 19" \| \| \| 6è \| João Almeida \| Deceuninck-Quick Step \| + 1' 21" \| \| \| 7è \| Aleksandr Vlàssov \| Astana-Premier Tech \| + 2' 11" \| \| \| 8è \| Gorka Izagirre Insausti \| Astana-Premier Tech \| + 2' 31" \| \| \| 9è \| Davide Formolo \| UAE Team Emirates \| + 2' 33" \| \| \| 10è \| Tobias Foss \| Jumbo-Visma \| + 2' 33" \| \| |                         |                       |            |
| |                         |                       |            |
| Font: ProCyclingStats |                         |                       |            |
| Classificació de l'etapa |                         |                       |            |
| Corredor | Corredor                | Equip                 | Temps      |
| 1r | Egan Bernal Gómez       | Ineos Grenadiers      | 4h 22' 41" |
| 2n | Romain Bardet           | Team DSM              | + 27"      |
| 3r | Damiano Caruso          | Bahrain Victorious    | + 27"      |
| 4t | Giulio Ciccone          | Trek-Segafredo        | + 1' 18"   |
| 5è | Hugh Carthy             | EF Education-Nippo    | + 1' 19"   |
| 6è | João Almeida            | Deceuninck-Quick Step | + 1' 21"   |
| 7è | Aleksandr Vlàssov       | Astana-Premier Tech   | + 2' 11"   |
| 8è | Gorka Izagirre Insausti | Astana-Premier Tech   | + 2' 31"   |
| 9è | Davide Formolo          | UAE Team Emirates     | + 2' 33"   |
| 10è | Tobias Foss             | Jumbo-Visma           | + 2' 33"   |

| \| Classificació general \| Classificació general \| Classificació general \| Classificació general \| Classificació general \| \| Corredor \| Corredor \| Equip \| Temps \| \| \| --------------------- \| ---------------------- \| --------------------- \| --------------------- \| --------------------- \| \| 1r \| Egan Bernal Gómez \| Ineos Grenadiers \| 66h 36' 04" \| \| \| 2n \| Damiano Caruso \| Bahrain Victorious \| + 2' 24" \| \| \| 3r \| Hugh Carthy \| EF Education-Nippo \| + 3' 40" \| \| \| 4t \| Aleksandr Vlàssov \| Astana-Premier Tech \| + 4' 18" \| \| \| 5è \| Simon Yates \| Team BikeExchange \| + 4' 20" \| \| \| 6è \| Giulio Ciccone \| Trek-Segafredo \| + 4' 31" \| \| \| 7è \| Romain Bardet \| Team DSM \| + 5' 02" \| \| \| 8è \| Daniel Martínez Poveda \| Ineos Grenadiers \| + 7' 17" \| \| \| 9è \| Tobias Foss \| Jumbo-Visma \| + 8' 20" \| \| \| 10è \| João Almeida \| Deceuninck-Quick Step \| + 10' 01" \| \| |                        |                       |             |
| |                        |                       |             |
| Font: ProCyclingStats |                        |                       |             |
| Classificació general |                        |                       |             |
| Corredor | Corredor               | Equip                 | Temps       |
| 1r | Egan Bernal Gómez      | Ineos Grenadiers      | 66h 36' 04" |
| 2n | Damiano Caruso         | Bahrain Victorious    | + 2' 24"    |
| 3r | Hugh Carthy            | EF Education-Nippo    | + 3' 40"    |
| 4t | Aleksandr Vlàssov      | Astana-Premier Tech   | + 4' 18"    |
| 5è | Simon Yates            | Team BikeExchange     | + 4' 20"    |
| 6è | Giulio Ciccone         | Trek-Segafredo        | + 4' 31"    |
| 7è | Romain Bardet          | Team DSM              | + 5' 02"    |
| 8è | Daniel Martínez Poveda | Ineos Grenadiers      | + 7' 17"    |
| 9è | Tobias Foss            | Jumbo-Visma           | + 8' 20"    |
| 10è | João Almeida           | Deceuninck-Quick Step | + 10' 01"   |

### Etapa 17
Canazei – Sega di Ala, 26 de maig de 2021, 193 km
Segona etapa d'alta muntanya consecutiva, amb uns primers 140 quilòmetres bàsicament plans o en descens, i sols trencat per l'ascensió a un port de tercera categoria (km 58; 3,3 km al 8,4%) i uns darrers 50 quilòmetres amb dues dures ascensions de primera categoria: el Passo de San Valentino (15,1 km al 7,6%) i l'ascensió final a Sega di Ala (11,3 km al 9,7%).

Després de diversos intents d’escapada en els primers quilòmetres de l'etapa, s'acaba configurant l'escapada bona a manca de 142 quilòmetres de meta amb un grup format per una vintena de ciclistes. El millor classificat és Dan Martin, 16è a 7’10 "d'Egan Bernal. Aquest grup disposa de gairebé 5 minuts a manca de 90 quilòmetres per la fi i de 3 minuts i 15 segons al començar l'ascensió al Passo San Valentino. Durant aquesta ascensió, el grup capdavanter va perdent unitats poc a poc. Com a conseqüència d’una acceleració de Dan Martin, a 5,5 quilòmetres de coronar el port, quatre ciclistes queden al capdavant de l'etapa: Geoffrey Bouchard, Dan Martin, Gianni Moscon i Antonio Pedrero. En les primeres rampes de Sega di Ala Martin ataca i marxa en solitari cap a la victòria, que aconseguirà per tan sols 14 segons sobre João Almeida, el qual havia atacat dins el gran grup a manca de 4 quilòmetres. El líder, Egan Bernal, es va despenjar de la resta de favorits a manca de 3 quilòmetres de la meta, però amb l'ajuda de Daniel Martínez Poveda va mantenir el liderat.
| \| Classificació de l'etapa \| Classificació de l'etapa \| Classificació de l'etapa \| Classificació de l'etapa \| Classificació de l'etapa \| \| Corredor \| Corredor \| Equip \| Temps \| \| \| ------------------------ \| ----------------------------- \| ------------------------ \| ------------------------ \| ------------------------ \| \| 1r \| Daniel Martin \| Israel Start-Up Nation \| 4h 54' 38" \| \| \| 2n \| João Almeida \| Deceuninck-Quick Step \| + 13" \| \| \| 3r \| Simon Yates \| Team BikeExchange \| + 30" \| \| \| 4t \| Diego Ulissi \| UAE Team Emirates \| + 1' 20" \| \| \| 5è \| Damiano Caruso \| Bahrain Victorious \| + 1' 20" \| \| \| 6è \| Daniel Martínez Poveda \| Ineos Grenadiers \| + 1' 23" \| \| \| 7è \| Egan Bernal Gómez \| Ineos Grenadiers \| + 1' 23" \| \| \| 8è \| Antonio Pedrero López \| Movistar Team \| + 1' 38" \| \| \| 9è \| Peio Bilbao López de Armentia \| Bahrain Victorious \| + 1' 43" \| \| \| 10è \| George Bennett \| Jumbo-Visma \| + 2' 21" \| \| |                               |                        |            |
| |                               |                        |            |
| Font: ProCyclingStats |                               |                        |            |
| Classificació de l'etapa |                               |                        |            |
| Corredor | Corredor                      | Equip                  | Temps      |
| 1r | Daniel Martin                 | Israel Start-Up Nation | 4h 54' 38" |
| 2n | João Almeida                  | Deceuninck-Quick Step  | + 13"      |
| 3r | Simon Yates                   | Team BikeExchange      | + 30"      |
| 4t | Diego Ulissi                  | UAE Team Emirates      | + 1' 20"   |
| 5è | Damiano Caruso                | Bahrain Victorious     | + 1' 20"   |
| 6è | Daniel Martínez Poveda        | Ineos Grenadiers       | + 1' 23"   |
| 7è | Egan Bernal Gómez             | Ineos Grenadiers       | + 1' 23"   |
| 8è | Antonio Pedrero López         | Movistar Team          | + 1' 38"   |
| 9è | Peio Bilbao López de Armentia | Bahrain Victorious     | + 1' 43"   |
| 10è | George Bennett                | Jumbo-Visma            | + 2' 21"   |

| \| Classificació general \| Classificació general \| Classificació general \| Classificació general \| Classificació general \| \| Corredor \| Corredor \| Equip \| Temps \| \| \| --------------------- \| ---------------------- \| --------------------- \| --------------------- \| --------------------- \| \| 1r \| Egan Bernal Gómez \| Ineos Grenadiers \| 71h 32' 05" \| \| \| 2n \| Damiano Caruso \| Bahrain Victorious \| + 2' 21" \| \| \| 3r \| Simon Yates \| Team BikeExchange \| + 3' 23" \| \| \| 4t \| Aleksandr Vlàssov \| Astana-Premier Tech \| + 6' 03" \| \| \| 5è \| Hugh Carthy \| EF Education-Nippo \| + 6' 09" \| \| \| 6è \| Romain Bardet \| Team DSM \| + 6' 31" \| \| \| 7è \| Daniel Martínez Poveda \| Ineos Grenadiers \| + 7' 17" \| \| \| 8è \| João Almeida \| Deceuninck-Quick Step \| + 8' 45" \| \| \| 9è \| Tobias Foss \| Jumbo-Visma \| + 9' 18" \| \| \| 10è \| Giulio Ciccone \| Trek-Segafredo \| + 11' 26" \| \| |                        |                       |             |
| |                        |                       |             |
| Font: ProCyclingStats |                        |                       |             |
| Classificació general |                        |                       |             |
| Corredor | Corredor               | Equip                 | Temps       |
| 1r | Egan Bernal Gómez      | Ineos Grenadiers      | 71h 32' 05" |
| 2n | Damiano Caruso         | Bahrain Victorious    | + 2' 21"    |
| 3r | Simon Yates            | Team BikeExchange     | + 3' 23"    |
| 4t | Aleksandr Vlàssov      | Astana-Premier Tech   | + 6' 03"    |
| 5è | Hugh Carthy            | EF Education-Nippo    | + 6' 09"    |
| 6è | Romain Bardet          | Team DSM              | + 6' 31"    |
| 7è | Daniel Martínez Poveda | Ineos Grenadiers      | + 7' 17"    |
| 8è | João Almeida           | Deceuninck-Quick Step | + 8' 45"    |
| 9è | Tobias Foss            | Jumbo-Visma           | + 9' 18"    |
| 10è | Giulio Ciccone         | Trek-Segafredo        | + 11' 26"   |

### Etapa 18
Rovereto – Stradella, 27 de maig de 2021, 231 km
Etapa més llarga de la present edició del Giro, amb uns primers 195 quilòmetres plans i uns darrers 35 quilòmetres trencacames, amb tres cotes no puntuables a superar i una que sí puntua, de quarta, a manca de 22 km.

Una nombrosa escapada, formada per més de 20 ciclistes, va marcar l'etapa. El gran grup va deixar fer i el vencedor, Alberto Bettiol, es presentà a l'arribada amb més de 23 minuts sobre el grup del líder.
| \| Classificació de l'etapa \| Classificació de l'etapa \| Classificació de l'etapa \| Classificació de l'etapa \| Classificació de l'etapa \| \| Corredor \| Corredor \| Equip \| Temps \| \| \| ------------------------ \| ------------------------ \| --------------------------- \| ------------------------ \| ------------------------ \| \| 1r \| Alberto Bettiol \| EF Education-Nippo \| 5h 14' 43" \| \| \| 2n \| Simone Consonni \| Cofidis \| + 17" \| \| \| 3r \| Nicolas Roche \| Team DSM \| + 18" \| \| \| 4t \| Nikias Arndt \| Team DSM \| + 18" \| \| \| 5è \| Diego Ulissi \| UAE Team Emirates \| + 18" \| \| \| 6è \| Samuele Battistella \| Astana-Premier Tech \| + 18" \| \| \| 7è \| Filippo Zana \| Bardiani CSF Faizanè \| + 18" \| \| \| 8è \| Natnael Tesfatsion \| Androni Giocattoli-Sidermec \| + 18" \| \| \| 9è \| Rémi Cavagna \| Deceuninck-Quick Step \| + 24" \| \| \| 10è \| Jacopo Mosca \| Trek-Segafredo \| + 1' 12" \| \| |                     |                             |            |
| |                     |                             |            |
| Font: ProCyclingStats |                     |                             |            |
| Classificació de l'etapa |                     |                             |            |
| Corredor | Corredor            | Equip                       | Temps      |
| 1r | Alberto Bettiol     | EF Education-Nippo          | 5h 14' 43" |
| 2n | Simone Consonni     | Cofidis                     | + 17"      |
| 3r | Nicolas Roche       | Team DSM                    | + 18"      |
| 4t | Nikias Arndt        | Team DSM                    | + 18"      |
| 5è | Diego Ulissi        | UAE Team Emirates           | + 18"      |
| 6è | Samuele Battistella | Astana-Premier Tech         | + 18"      |
| 7è | Filippo Zana        | Bardiani CSF Faizanè        | + 18"      |
| 8è | Natnael Tesfatsion  | Androni Giocattoli-Sidermec | + 18"      |
| 9è | Rémi Cavagna        | Deceuninck-Quick Step       | + 24"      |
| 10è | Jacopo Mosca        | Trek-Segafredo              | + 1' 12"   |

| \| Classificació general \| Classificació general \| Classificació general \| Classificació general \| Classificació general \| \| Corredor \| Corredor \| Equip \| Temps \| \| \| --------------------- \| ---------------------- \| ---------------------- \| --------------------- \| --------------------- \| \| 1r \| Egan Bernal Gómez \| Ineos Grenadiers \| 77h 10' 18" \| \| \| 2n \| Damiano Caruso \| Bahrain Victorious \| + 2' 21" \| \| \| 3r \| Simon Yates \| Team BikeExchange \| + 3' 23" \| \| \| 4t \| Aleksandr Vlàssov \| Astana-Premier Tech \| + 6' 03" \| \| \| 5è \| Hugh Carthy \| EF Education-Nippo \| + 6' 09" \| \| \| 6è \| Romain Bardet \| Team DSM \| + 6' 31" \| \| \| 7è \| Daniel Martínez Poveda \| Ineos Grenadiers \| + 7' 17" \| \| \| 8è \| João Almeida \| Deceuninck-Quick Step \| + 8' 45" \| \| \| 9è \| Tobias Foss \| Jumbo-Visma \| + 9' 18" \| \| \| 10è \| Daniel Martin \| Israel Start-Up Nation \| + 13' 37" \| \| |                        |                        |             |
| |                        |                        |             |
| Font: ProCyclingStats |                        |                        |             |
| Classificació general |                        |                        |             |
| Corredor | Corredor               | Equip                  | Temps       |
| 1r | Egan Bernal Gómez      | Ineos Grenadiers       | 77h 10' 18" |
| 2n | Damiano Caruso         | Bahrain Victorious     | + 2' 21"    |
| 3r | Simon Yates            | Team BikeExchange      | + 3' 23"    |
| 4t | Aleksandr Vlàssov      | Astana-Premier Tech    | + 6' 03"    |
| 5è | Hugh Carthy            | EF Education-Nippo     | + 6' 09"    |
| 6è | Romain Bardet          | Team DSM               | + 6' 31"    |
| 7è | Daniel Martínez Poveda | Ineos Grenadiers       | + 7' 17"    |
| 8è | João Almeida           | Deceuninck-Quick Step  | + 8' 45"    |
| 9è | Tobias Foss            | Jumbo-Visma            | + 9' 18"    |
| 10è | Daniel Martin          | Israel Start-Up Nation | + 13' 37"   |

### Etapa 19
Abbiategrasso – Alpe di Mera, 28 de maig de 2021, 166 km
Etapa d'alta muntanya que per culpa de l'accident del telefèric Stresa-Mottarone, ocorregut en dies previs, va veure com es modificava el recorregut inicialment previst. S'eliminà l'ascens de Mottarone (1a categoria) i se substitueix pel de Gignese (4a categoria). La resta de l'etapa no varia, amb l'ascensió al Passo della Colma (3a) i l'arribada final a Alpe di Mera, de 9,6 km al 9%.

Després de diversos intents fallits, s'acaba formant una escapada de 6 ciclistes a manca de 120 quilòmetres per l'arribada. Els escapats en cap moment superaran els 4 minuts sobre un gran grup comandat pel Deceuninck-Quick Step. En coronar el Passo della Colma els escapats sols mantenien un minut sobre el gran grup i finalment foren neutralitzats en les primeres rampes de l'ascensió final. João Almeida fou el primer d'atacar entre els favorits. Poc després va ser seguit per Simon Yates, Aleksandr Vlàssov, Damiano Carusoi George Bennett, però no pas Egan Bernal, que passava grans dificultats. A 5,5 quilòmetres de l'arribada Yates va deixar els seus rivals i marxà en solitari cap a la victòria. Ben ajudat pel seu company d’equip Daniel Martínez Poveda, Bernal aconseguí unir-se als perseguidors de Yates i conservar el liderat.
| \| Classificació de l'etapa \| Classificació de l'etapa \| Classificació de l'etapa \| Classificació de l'etapa \| Classificació de l'etapa \| \| Corredor \| Corredor \| Equip \| Temps \| \| \| ------------------------ \| ------------------------ \| ------------------------ \| ------------------------ \| ------------------------ \| \| 1r \| Simon Yates \| Team BikeExchange \| 4h 02' 55" \| \| \| 2n \| João Almeida \| Deceuninck-Quick Step \| + 11" \| \| \| 3r \| Egan Bernal Gómez \| Ineos Grenadiers \| + 28" \| \| \| 4t \| Damiano Caruso \| Bahrain Victorious \| + 32" \| \| \| 5è \| Aleksandr Vlàssov \| Astana-Premier Tech \| + 32" \| \| \| 6è \| Daniel Martin \| Israel Start-Up Nation \| + 42" \| \| \| 7è \| Daniel Martínez Poveda \| Ineos Grenadiers \| + 49" \| \| \| 8è \| Koen Bouwman \| Jumbo-Visma \| + 1' 25" \| \| \| 9è \| Tobias Foss \| Jumbo-Visma \| + 1' 25" \| \| \| 10è \| Romain Bardet \| Team DSM \| + 1' 25" \| \| |                        |                        |            |
| |                        |                        |            |
| Font: ProCyclingStats |                        |                        |            |
| Classificació de l'etapa |                        |                        |            |
| Corredor | Corredor               | Equip                  | Temps      |
| 1r | Simon Yates            | Team BikeExchange      | 4h 02' 55" |
| 2n | João Almeida           | Deceuninck-Quick Step  | + 11"      |
| 3r | Egan Bernal Gómez      | Ineos Grenadiers       | + 28"      |
| 4t | Damiano Caruso         | Bahrain Victorious     | + 32"      |
| 5è | Aleksandr Vlàssov      | Astana-Premier Tech    | + 32"      |
| 6è | Daniel Martin          | Israel Start-Up Nation | + 42"      |
| 7è | Daniel Martínez Poveda | Ineos Grenadiers       | + 49"      |
| 8è | Koen Bouwman           | Jumbo-Visma            | + 1' 25"   |
| 9è | Tobias Foss            | Jumbo-Visma            | + 1' 25"   |
| 10è | Romain Bardet          | Team DSM               | + 1' 25"   |

| \| Classificació general \| Classificació general \| Classificació general \| Classificació general \| Classificació general \| \| Corredor \| Corredor \| Equip \| Temps \| \| \| --------------------- \| ---------------------- \| ---------------------- \| --------------------- \| --------------------- \| \| 1r \| Egan Bernal Gómez \| Ineos Grenadiers \| 81h 13' 37" \| \| \| 2n \| Damiano Caruso \| Bahrain Victorious \| + 2' 29" \| \| \| 3r \| Simon Yates \| Team BikeExchange \| + 2' 49" \| \| \| 4t \| Aleksandr Vlàssov \| Astana-Premier Tech \| + 6' 11" \| \| \| 5è \| Hugh Carthy \| EF Education-Nippo \| + 7' 10" \| \| \| 6è \| Romain Bardet \| Team DSM \| + 7' 32" \| \| \| 7è \| Daniel Martínez Poveda \| Ineos Grenadiers \| + 7' 42" \| \| \| 8è \| João Almeida \| Deceuninck-Quick Step \| + 8' 26" \| \| \| 9è \| Tobias Foss \| Jumbo-Visma \| + 10' 19" \| \| \| 10è \| Daniel Martin \| Israel Start-Up Nation \| + 13' 55" \| \| |                        |                        |             |
| |                        |                        |             |
| Font: ProCyclingStats |                        |                        |             |
| Classificació general |                        |                        |             |
| Corredor | Corredor               | Equip                  | Temps       |
| 1r | Egan Bernal Gómez      | Ineos Grenadiers       | 81h 13' 37" |
| 2n | Damiano Caruso         | Bahrain Victorious     | + 2' 29"    |
| 3r | Simon Yates            | Team BikeExchange      | + 2' 49"    |
| 4t | Aleksandr Vlàssov      | Astana-Premier Tech    | + 6' 11"    |
| 5è | Hugh Carthy            | EF Education-Nippo     | + 7' 10"    |
| 6è | Romain Bardet          | Team DSM               | + 7' 32"    |
| 7è | Daniel Martínez Poveda | Ineos Grenadiers       | + 7' 42"    |
| 8è | João Almeida           | Deceuninck-Quick Step  | + 8' 26"    |
| 9è | Tobias Foss            | Jumbo-Visma            | + 10' 19"   |
| 10è | Daniel Martin          | Israel Start-Up Nation | + 13' 55"   |

### Etapa 20
Verbania – Alpe Motta, 29 de maig de 2021, 164 km
Darrera etapa d'alta muntanya última d’aquest Giro. La primera meitat de l'etapa és plana, per posteriorment encadenar tres grans ports. El primer és el Passo del San Bernardino (1a categoria, 23,7 km al 6,2%), el Passo dello Spluga (1a categoria, 8,9 km al 7,3%), ambdós a Suïssa. L'arribada és a Alpe Motta, també de primera categoria (8,1 km al 7,8%).

Els primers 130 km d'etapa van estar marcats per una escapada formada per 9 ciclistes que van tenir una màxima diferència de cinc minuts i que en començar l'ascensió al San Bernardino mantenien 3'45" sobre el gran grup. Cinc dels escapats van coronar el coll amb un minut sobre el grup dels favorits. En el llarg descens Romain Bardet, acompanyat per dos companys d'equip es va distanciar del líder. A aquest trio se'ls uní el segon de la classificació general, Damiano Caruso i el seu company d'equip Pello Bilbao. Aquests cinc es van unir als escapats per formar un grup de 10 amb una avantatge de mig minut sobre el gran grup en començar l'ascensió al Passo dello Spluga. En coronar-lo sols es mantenen quatre escapats al davant, Bardet i Storer (DSM), Caruso i Bilbao (Bahrain), amb 43 segons sobre el gran grup. En l'ascensió final Caruso i Bardet queden sols al capdavant a manca de 6,5 quilòmetres del cim. A dos quilòmetres de l'arribada Caruso deixa enrere a Bardet i marxa en solitari cap a la victòria d'etapa. Per darrere, Egan Bernal fou segon i conservà el liderat.
| \| Classificació de l'etapa \| Classificació de l'etapa \| Classificació de l'etapa \| Classificació de l'etapa \| Classificació de l'etapa \| \| Corredor \| Corredor \| Equip \| Temps \| \| \| ------------------------ \| ------------------------ \| ------------------------ \| ------------------------ \| ------------------------ \| \| 1r \| Damiano Caruso \| Bahrain Victorious \| 4h 27' 53" \| \| \| 2n \| Egan Bernal Gómez \| Ineos Grenadiers \| + 24" \| \| \| 3r \| Daniel Martínez Poveda \| Ineos Grenadiers \| + 35" \| \| \| 4t \| Romain Bardet \| Team DSM \| + 35" \| \| \| 5è \| João Almeida \| Deceuninck-Quick Step \| + 41" \| \| \| 6è \| Simon Yates \| Team BikeExchange \| + 51" \| \| \| 7è \| Aleksandr Vlàssov \| Astana-Premier Tech \| + 1' 13" \| \| \| 8è \| Hugh Carthy \| EF Education-Nippo \| + 1' 29" \| \| \| 9è \| Lorenzo Fortunato \| Eolo-Kometa \| + 2' 07" \| \| \| 10è \| Antonio Pedrero López \| Movistar Team \| + 2' 23" \| \| |                        |                       |            |
| |                        |                       |            |
| Font: ProCyclingStats |                        |                       |            |
| Classificació de l'etapa |                        |                       |            |
| Corredor | Corredor               | Equip                 | Temps      |
| 1r | Damiano Caruso         | Bahrain Victorious    | 4h 27' 53" |
| 2n | Egan Bernal Gómez      | Ineos Grenadiers      | + 24"      |
| 3r | Daniel Martínez Poveda | Ineos Grenadiers      | + 35"      |
| 4t | Romain Bardet          | Team DSM              | + 35"      |
| 5è | João Almeida           | Deceuninck-Quick Step | + 41"      |
| 6è | Simon Yates            | Team BikeExchange     | + 51"      |
| 7è | Aleksandr Vlàssov      | Astana-Premier Tech   | + 1' 13"   |
| 8è | Hugh Carthy            | EF Education-Nippo    | + 1' 29"   |
| 9è | Lorenzo Fortunato      | Eolo-Kometa           | + 2' 07"   |
| 10è | Antonio Pedrero López  | Movistar Team         | + 2' 23"   |

| \| Classificació general \| Classificació general \| Classificació general \| Classificació general \| Classificació general \| \| Corredor \| Corredor \| Equip \| Temps \| \| \| --------------------- \| ---------------------- \| ---------------------- \| --------------------- \| --------------------- \| \| 1r \| Egan Bernal Gómez \| Ineos Grenadiers \| 85h 41' 47" \| \| \| 2n \| Damiano Caruso \| Bahrain Victorious \| + 1' 59" \| \| \| 3r \| Simon Yates \| Team BikeExchange \| + 3' 23" \| \| \| 4t \| Aleksandr Vlàssov \| Astana-Premier Tech \| + 7' 07" \| \| \| 5è \| Romain Bardet \| Team DSM \| + 7' 48" \| \| \| 6è \| Daniel Martínez Poveda \| Ineos Grenadiers \| + 7' 56" \| \| \| 7è \| Hugh Carthy \| EF Education-Nippo \| + 8' 22" \| \| \| 8è \| João Almeida \| Deceuninck-Quick Step \| + 8' 50" \| \| \| 9è \| Tobias Foss \| Jumbo-Visma \| + 12' 39" \| \| \| 10è \| Daniel Martin \| Israel Start-Up Nation \| + 16' 48" \| \| |                        |                        |             |
| |                        |                        |             |
| Font: ProCyclingStats |                        |                        |             |
| Classificació general |                        |                        |             |
| Corredor | Corredor               | Equip                  | Temps       |
| 1r | Egan Bernal Gómez      | Ineos Grenadiers       | 85h 41' 47" |
| 2n | Damiano Caruso         | Bahrain Victorious     | + 1' 59"    |
| 3r | Simon Yates            | Team BikeExchange      | + 3' 23"    |
| 4t | Aleksandr Vlàssov      | Astana-Premier Tech    | + 7' 07"    |
| 5è | Romain Bardet          | Team DSM               | + 7' 48"    |
| 6è | Daniel Martínez Poveda | Ineos Grenadiers       | + 7' 56"    |
| 7è | Hugh Carthy            | EF Education-Nippo     | + 8' 22"    |
| 8è | João Almeida           | Deceuninck-Quick Step  | + 8' 50"    |
| 9è | Tobias Foss            | Jumbo-Visma            | + 12' 39"   |
| 10è | Daniel Martin          | Israel Start-Up Nation | + 16' 48"   |

### Etapa 21
Senago – Milà, 30 de maig de 2021, 30,3 km
Darrera etapa del Giro, disputada sota la modalitat de contrarellotge, entre Senago i la Piazza del Duomo de Milà, per carreteres amples i planes.

El vencedor de l'etapa fou l’italià Filippo Ganna (Ineos-Grenadiers), campió del món de l'especialitat, que ja havia guanyat la primera etapa d'aquest Giro. Els resultats de l'etapa no modificaren les primeres posicions de la classificació general.
| \| Classificació de l'etapa \| Classificació de l'etapa \| Classificació de l'etapa \| Classificació de l'etapa \| Classificació de l'etapa \| \| Corredor \| Corredor \| Equip \| Temps \| \| \| ------------------------ \| ------------------------ \| ------------------------ \| ------------------------ \| ------------------------ \| \| 1r \| Filippo Ganna \| Ineos Grenadiers \| 33' 48" \| \| \| 2n \| Rémi Cavagna \| Deceuninck-Quick Step \| + 12" \| \| \| 3r \| Edoardo Affini \| Jumbo-Visma \| + 13" \| \| \| 4t \| Matteo Sobrero \| Astana-Premier Tech \| + 14" \| \| \| 5è \| João Almeida \| Deceuninck-Quick Step \| + 27" \| \| \| 6è \| Max Walscheid \| Qhubeka Assos \| + 33" \| \| \| 7è \| Alberto Bettiol \| EF Education-Nippo \| + 34" \| \| \| 8è \| Jan Tratnik \| Bahrain Victorious \| + 42" \| \| \| 9è \| Gianni Moscon \| Ineos Grenadiers \| + 44" \| \| \| 10è \| Iljo Keisse \| Deceuninck-Quick Step \| + 47" \| \| |                 |                       |         |
| |                 |                       |         |
| Font: ProCyclingStats |                 |                       |         |
| Classificació de l'etapa |                 |                       |         |
| Corredor | Corredor        | Equip                 | Temps   |
| 1r | Filippo Ganna   | Ineos Grenadiers      | 33' 48" |
| 2n | Rémi Cavagna    | Deceuninck-Quick Step | + 12"   |
| 3r | Edoardo Affini  | Jumbo-Visma           | + 13"   |
| 4t | Matteo Sobrero  | Astana-Premier Tech   | + 14"   |
| 5è | João Almeida    | Deceuninck-Quick Step | + 27"   |
| 6è | Max Walscheid   | Qhubeka Assos         | + 33"   |
| 7è | Alberto Bettiol | EF Education-Nippo    | + 34"   |
| 8è | Jan Tratnik     | Bahrain Victorious    | + 42"   |
| 9è | Gianni Moscon   | Ineos Grenadiers      | + 44"   |
| 10è | Iljo Keisse     | Deceuninck-Quick Step | + 47"   |

| \| Classificació general \| Classificació general \| Classificació general \| Classificació general \| Classificació general \| \| Corredor \| Corredor \| Equip \| Temps \| \| \| --------------------- \| ---------------------- \| ---------------------- \| --------------------- \| --------------------- \| \| 1r \| Egan Bernal Gómez \| Ineos Grenadiers \| 86h 17' 28" \| \| \| 2n \| Damiano Caruso \| Bahrain Victorious \| + 1' 29" \| \| \| 3r \| Simon Yates \| Team BikeExchange \| + 4' 15" \| \| \| 4t \| Aleksandr Vlàssov \| Astana-Premier Tech \| + 6' 40" \| \| \| 5è \| Daniel Martínez Poveda \| Ineos Grenadiers \| + 7' 24" \| \| \| 6è \| João Almeida \| Deceuninck-Quick Step \| + 7' 24" \| \| \| 7è \| Romain Bardet \| Team DSM \| + 8' 05" \| \| \| 8è \| Hugh Carthy \| EF Education-Nippo \| + 8' 56" \| \| \| 9è \| Tobias Foss \| Jumbo-Visma \| + 11' 44" \| \| \| 10è \| Daniel Martin \| Israel Start-Up Nation \| + 18' 35" \| \| |                        |                        |             |
| |                        |                        |             |
| Font: ProCyclingStats |                        |                        |             |
| Classificació general |                        |                        |             |
| Corredor | Corredor               | Equip                  | Temps       |
| 1r | Egan Bernal Gómez      | Ineos Grenadiers       | 86h 17' 28" |
| 2n | Damiano Caruso         | Bahrain Victorious     | + 1' 29"    |
| 3r | Simon Yates            | Team BikeExchange      | + 4' 15"    |
| 4t | Aleksandr Vlàssov      | Astana-Premier Tech    | + 6' 40"    |
| 5è | Daniel Martínez Poveda | Ineos Grenadiers       | + 7' 24"    |
| 6è | João Almeida           | Deceuninck-Quick Step  | + 7' 24"    |
| 7è | Romain Bardet          | Team DSM               | + 8' 05"    |
| 8è | Hugh Carthy            | EF Education-Nippo     | + 8' 56"    |
| 9è | Tobias Foss            | Jumbo-Visma            | + 11' 44"   |
| 10è | Daniel Martin          | Israel Start-Up Nation | + 18' 35"   |

## Classificacions finals

### Classificació general
| \| Classificació general \| Classificació general \| Classificació general \| Classificació general \| Classificació general \| \| Corredor \| Corredor \| Equip \| Temps \| \| \| --------------------- \| ----------------------------- \| ---------------------- \| --------------------- \| --------------------- \| \| 1r \| Egan Bernal Gómez \| Ineos Grenadiers \| 86h 17' 28" \| \| \| 2n \| Damiano Caruso \| Bahrain Victorious \| + 1' 29" \| \| \| 3r \| Simon Yates \| Team BikeExchange \| + 4' 15" \| \| \| 4t \| Aleksandr Vlàssov \| Astana-Premier Tech \| + 6' 40" \| \| \| 5è \| Daniel Martínez Poveda \| Ineos Grenadiers \| + 7' 24" \| \| \| 6è \| João Almeida \| Deceuninck-Quick Step \| + 7' 24" \| \| \| 7è \| Romain Bardet \| Team DSM \| + 8' 05" \| \| \| 8è \| Hugh Carthy \| EF Education-Nippo \| + 8' 56" \| \| \| 9è \| Tobias Foss \| Jumbo-Visma \| + 11' 44" \| \| \| 10è \| Daniel Martin \| Israel Start-Up Nation \| + 18' 35" \| \| \| 11è \| George Bennett \| Jumbo-Visma \| + 25' 35" \| \| \| 12è \| Koen Bouwman \| Jumbo-Visma \| + 30' 56" \| \| \| 13è \| Peio Bilbao López de Armentia \| Bahrain Victorious \| + 37' 58" \| \| \| 14è \| Attila Valter \| Groupama-FDJ \| + 45' 30" \| \| \| 15è \| Davide Formolo \| UAE Team Emirates \| + 47' 21" \| \| \| 16è \| Lorenzo Fortunato \| Eolo-Kometa \| + 47' 31" \| \| \| 17è \| Diego Ulissi \| UAE Team Emirates \| + 56' 31" \| \| \| 18è \| Vincenzo Nibali \| Trek-Segafredo \| + 1h 03' 59" \| \| \| 19è \| Gorka Izagirre Insausti \| Astana-Premier Tech \| + 1h 04' 12" \| \| \| 20è \| Louis Vervaeke \| Alpecin-Fenix \| + 1h 05' 09" \| \| |                               |                        |              |
| |                               |                        |              |
| Font: ProCyclingStats |                               |                        |              |
| Classificació general |                               |                        |              |
| Corredor | Corredor                      | Equip                  | Temps        |
| 1r | Egan Bernal Gómez             | Ineos Grenadiers       | 86h 17' 28"  |
| 2n | Damiano Caruso                | Bahrain Victorious     | + 1' 29"     |
| 3r | Simon Yates                   | Team BikeExchange      | + 4' 15"     |
| 4t | Aleksandr Vlàssov             | Astana-Premier Tech    | + 6' 40"     |
| 5è | Daniel Martínez Poveda        | Ineos Grenadiers       | + 7' 24"     |
| 6è | João Almeida                  | Deceuninck-Quick Step  | + 7' 24"     |
| 7è | Romain Bardet                 | Team DSM               | + 8' 05"     |
| 8è | Hugh Carthy                   | EF Education-Nippo     | + 8' 56"     |
| 9è | Tobias Foss                   | Jumbo-Visma            | + 11' 44"    |
| 10è | Daniel Martin                 | Israel Start-Up Nation | + 18' 35"    |
| 11è | George Bennett                | Jumbo-Visma            | + 25' 35"    |
| 12è | Koen Bouwman                  | Jumbo-Visma            | + 30' 56"    |
| 13è | Peio Bilbao López de Armentia | Bahrain Victorious     | + 37' 58"    |
| 14è | Attila Valter                 | Groupama-FDJ           | + 45' 30"    |
| 15è | Davide Formolo                | UAE Team Emirates      | + 47' 21"    |
| 16è | Lorenzo Fortunato             | Eolo-Kometa            | + 47' 31"    |
| 17è | Diego Ulissi                  | UAE Team Emirates      | + 56' 31"    |
| 18è | Vincenzo Nibali               | Trek-Segafredo         | + 1h 03' 59" |
| 19è | Gorka Izagirre Insausti       | Astana-Premier Tech    | + 1h 04' 12" |
| 20è | Louis Vervaeke                | Alpecin-Fenix          | + 1h 05' 09" |

### Classificacions secundàries
| Classificació per punts | Classificació per punts | Classificació per punts            | Classificació per punts | Classificació per punts |
| Corredor                | Corredor                | Equip                              | Punts                   |                         |
| ----------------------- | ----------------------- | ---------------------------------- | ----------------------- | ----------------------- |
| 1r                      | Peter Sagan             | Bora-Hansgrohe                     | 136 pts                 |                         |
| 2n                      | Davide Cimolai          | Israel Start-Up Nation             | 118 pts                 |                         |
| 3r                      | Fernando Gaviria Rendón | UAE Team Emirates                  | 116 pts                 |                         |
| 4t                      | Elia Viviani            | Cofidis                            | 86 pts                  |                         |
| 5è                      | Egan Bernal Gómez       | Ineos Grenadiers                   | 80 pts                  |                         |
| 6è                      | Dries De Bondt          | Alpecin-Fenix                      | 71 pts                  |                         |
| 7è                      | Andrea Pasqualon        | Intermarché-Wanty-Gobert Matériaux | 61 pts                  |                         |
| 8è                      | Simone Consonni         | Cofidis                            | 60 pts                  |                         |
| 9è                      | Edoardo Affini          | Jumbo-Visma                        | 59 pts                  |                         |
| 10è                     | Alberto Bettiol         | EF Education-Nippo                 | 57 pts                  |                         |

| Classificació per punts | Classificació per punts | Classificació per punts            | Classificació per punts | Classificació per punts |
| Corredor                | Corredor                | Equip                              | Punts                   |                         |
| ----------------------- | ----------------------- | ---------------------------------- | ----------------------- | ----------------------- |
| 1r                      | Peter Sagan             | Bora-Hansgrohe                     | 136 pts                 |                         |
| 2n                      | Davide Cimolai          | Israel Start-Up Nation             | 118 pts                 |                         |
| 3r                      | Fernando Gaviria Rendón | UAE Team Emirates                  | 116 pts                 |                         |
| 4t                      | Elia Viviani            | Cofidis                            | 86 pts                  |                         |
| 5è                      | Egan Bernal Gómez       | Ineos Grenadiers                   | 80 pts                  |                         |
| 6è                      | Dries De Bondt          | Alpecin-Fenix                      | 71 pts                  |                         |
| 7è                      | Andrea Pasqualon        | Intermarché-Wanty-Gobert Matériaux | 61 pts                  |                         |
| 8è                      | Simone Consonni         | Cofidis                            | 60 pts                  |                         |
| 9è                      | Edoardo Affini          | Jumbo-Visma                        | 59 pts                  |                         |
| 10è                     | Alberto Bettiol         | EF Education-Nippo                 | 57 pts                  |                         |

| Classificació de la muntanya | Classificació de la muntanya | Classificació de la muntanya | Classificació de la muntanya | Classificació de la muntanya |
| Corredor                     | Corredor                     | Equip                        | Punts                        |                              |
| ---------------------------- | ---------------------------- | ---------------------------- | ---------------------------- | ---------------------------- |
| 1r                           | Geoffrey Bouchard            | AG2R Citroën Team            | 184 pts                      |                              |
| 2n                           | Egan Bernal Gómez            | Ineos Grenadiers             | 140 pts                      |                              |
| 3r                           | Damiano Caruso               | Bahrain Victorious           | 99 pts                       |                              |
| 4t                           | Daniel Martin                | Israel Start-Up Nation       | 83 pts                       |                              |
| 5è                           | Simon Yates                  | Team BikeExchange            | 61 pts                       |                              |
| 6è                           | João Almeida                 | Deceuninck-Quick Step        | 54 pts                       |                              |
| 7è                           | Bauke Mollema                | Trek-Segafredo               | 53 pts                       |                              |
| 8è                           | Lorenzo Fortunato            | Eolo-Kometa                  | 52 pts                       |                              |
| 9è                           | Romain Bardet                | Team DSM                     | 49 pts                       |                              |
| 10è                          | Michael Storer               | Team DSM                     | 46 pts                       |                              |

| Classificació de la muntanya | Classificació de la muntanya | Classificació de la muntanya | Classificació de la muntanya | Classificació de la muntanya |
| Corredor                     | Corredor                     | Equip                        | Punts                        |                              |
| ---------------------------- | ---------------------------- | ---------------------------- | ---------------------------- | ---------------------------- |
| 1r                           | Geoffrey Bouchard            | AG2R Citroën Team            | 184 pts                      |                              |
| 2n                           | Egan Bernal Gómez            | Ineos Grenadiers             | 140 pts                      |                              |
| 3r                           | Damiano Caruso               | Bahrain Victorious           | 99 pts                       |                              |
| 4t                           | Daniel Martin                | Israel Start-Up Nation       | 83 pts                       |                              |
| 5è                           | Simon Yates                  | Team BikeExchange            | 61 pts                       |                              |
| 6è                           | João Almeida                 | Deceuninck-Quick Step        | 54 pts                       |                              |
| 7è                           | Bauke Mollema                | Trek-Segafredo               | 53 pts                       |                              |
| 8è                           | Lorenzo Fortunato            | Eolo-Kometa                  | 52 pts                       |                              |
| 9è                           | Romain Bardet                | Team DSM                     | 49 pts                       |                              |
| 10è                          | Michael Storer               | Team DSM                     | 46 pts                       |                              |

| Classificació del millor jove | Classificació del millor jove | Classificació del millor jove | Classificació del millor jove | Classificació del millor jove |
| Corredor                      | Corredor                      | Equip                         | Temps                         |                               |
| ----------------------------- | ----------------------------- | ----------------------------- | ----------------------------- | ----------------------------- |
| 1r                            | Egan Bernal Gómez             | Ineos Grenadiers              | 86h 17' 28"                   |                               |
| 2n                            | Aleksandr Vlàssov             | Astana-Premier Tech           | + 6' 40"                      |                               |
| 3r                            | Daniel Martínez Poveda        | Ineos Grenadiers              | + 7' 24"                      |                               |
| 4t                            | João Almeida                  | Deceuninck-Quick Step         | + 7' 24"                      |                               |
| 5è                            | Tobias Foss                   | Jumbo-Visma                   | + 11' 44"                     |                               |
| 6è                            | Attila Valter                 | Groupama-FDJ                  | + 45' 30"                     |                               |
| 7è                            | Lorenzo Fortunato             | Eolo-Kometa                   | + 47' 31"                     |                               |
| 8è                            | Michael Storer                | Team DSM                      | + 1h 49' 05"                  |                               |
| 9è                            | Harold Tejada                 | Astana-Premier Tech           | + 2h 01' 12"                  |                               |
| 10è                           | Alessandro Covi               | UAE Team Emirates             | + 2h 03' 30"                  |                               |

| Classificació del millor jove | Classificació del millor jove | Classificació del millor jove | Classificació del millor jove | Classificació del millor jove |
| Corredor                      | Corredor                      | Equip                         | Temps                         |                               |
| ----------------------------- | ----------------------------- | ----------------------------- | ----------------------------- | ----------------------------- |
| 1r                            | Egan Bernal Gómez             | Ineos Grenadiers              | 86h 17' 28"                   |                               |
| 2n                            | Aleksandr Vlàssov             | Astana-Premier Tech           | + 6' 40"                      |                               |
| 3r                            | Daniel Martínez Poveda        | Ineos Grenadiers              | + 7' 24"                      |                               |
| 4t                            | João Almeida                  | Deceuninck-Quick Step         | + 7' 24"                      |                               |
| 5è                            | Tobias Foss                   | Jumbo-Visma                   | + 11' 44"                     |                               |
| 6è                            | Attila Valter                 | Groupama-FDJ                  | + 45' 30"                     |                               |
| 7è                            | Lorenzo Fortunato             | Eolo-Kometa                   | + 47' 31"                     |                               |
| 8è                            | Michael Storer                | Team DSM                      | + 1h 49' 05"                  |                               |
| 9è                            | Harold Tejada                 | Astana-Premier Tech           | + 2h 01' 12"                  |                               |
| 10è                           | Alessandro Covi               | UAE Team Emirates             | + 2h 03' 30"                  |                               |

| Classificació per equips | Classificació per equips | Classificació per equips | Classificació per equips |
| Equip                    | Equip                    | Temps                    |                          |
| ------------------------ | ------------------------ | ------------------------ | ------------------------ |
| 1r                       | Ineos Grenadiers         | 259h 30' 31"             |                          |
| 2n                       | Jumbo-Visma              | + 26' 52"                |                          |
| 3r                       | Team DSM                 | + 29' 09"                |                          |
| 4t                       | Astana-Premier Tech      | + 33' 05"                |                          |
| 5è                       | Team BikeExchange        | + 1h 15' 12"             |                          |
| 6è                       | Trek-Segafredo           | + 1h 27' 09"             |                          |
| 7è                       | Movistar Team            | + 1h 28' 18"             |                          |
| 8è                       | Deceuninck-Quick Step    | + 1h 37' 51"             |                          |
| 9è                       | Bahrain Victorious       | + 1h 51' 05"             |                          |
| 10è                      | UAE Team Emirates        | + 1h 54' 04"             |                          |

| Classificació per equips | Classificació per equips | Classificació per equips | Classificació per equips |
| Equip                    | Equip                    | Temps                    |                          |
| ------------------------ | ------------------------ | ------------------------ | ------------------------ |
| 1r                       | Ineos Grenadiers         | 259h 30' 31"             |                          |
| 2n                       | Jumbo-Visma              | + 26' 52"                |                          |
| 3r                       | Team DSM                 | + 29' 09"                |                          |
| 4t                       | Astana-Premier Tech      | + 33' 05"                |                          |
| 5è                       | Team BikeExchange        | + 1h 15' 12"             |                          |
| 6è                       | Trek-Segafredo           | + 1h 27' 09"             |                          |
| 7è                       | Movistar Team            | + 1h 28' 18"             |                          |
| 8è                       | Deceuninck-Quick Step    | + 1h 37' 51"             |                          |
| 9è                       | Bahrain Victorious       | + 1h 51' 05"             |                          |
| 10è                      | UAE Team Emirates        | + 1h 54' 04"             |                          |

## Evolució de les classificacions
| Etapa                  | Vencedor               | Classificació general | Classificació per punts | Classificació de la muntanya | Classificació dels joves | Trofeu Super Team  |
| ---------------------- | ---------------------- | --------------------- | ----------------------- | ---------------------------- | ------------------------ | ------------------ |
| 1                      | Filippo Ganna          | Filippo Ganna         | Filippo Ganna           | no entregat                  | Filippo Ganna            | Team Jumbo-Visma   |
| 2                      | Tim Merlier            | Filippo Ganna         | Tim Merlier             | Vincenzo Albanese            | Filippo Ganna            | Team Jumbo-Visma   |
| 3                      | Taco van der Hoorn     | Filippo Ganna         | Tim Merlier             | Vincenzo Albanese            | Filippo Ganna            | Team Jumbo-Visma   |
| 4                      | Joe Dombrowski         | Alessandro De Marchi  | Tim Merlier             | Joe Dombrowski               | Attila Valter            | Bahrain Victorious |
| 5                      | Caleb Ewan             | Alessandro De Marchi  | Giacomo Nizzolo         | Joe Dombrowski               | Attila Valter            | Bahrain Victorious |
| 6                      | Gino Mäder             | Attila Valter         | Giacomo Nizzolo         | Gino Mäder                   | Attila Valter            | Bahrain Victorious |
| 7                      | Caleb Ewan             | Attila Valter         | Caleb Ewan              | Gino Mäder                   | Attila Valter            | Bahrain Victorious |
| 8                      | Victor Lafay           | Attila Valter         | Tim Merlier             | Gino Mäder                   | Attila Valter            | Ineos Grenadiers   |
| 9                      | Egan Bernal            | Egan Bernal           | Tim Merlier             | Geoffrey Bouchard            | Egan Bernal              | Ineos Grenadiers   |
| 10                     | Peter Sagan            | Egan Bernal           | Peter Sagan             | Geoffrey Bouchard            | Egan Bernal              | Ineos Grenadiers   |
| 11                     | Mauro Schmid           | Egan Bernal           | Peter Sagan             | Geoffrey Bouchard            | Egan Bernal              | Ineos Grenadiers   |
| 12                     | Andrea Vendrame        | Egan Bernal           | Peter Sagan             | Geoffrey Bouchard            | Egan Bernal              | Ineos Grenadiers   |
| 13                     | Giacomo Nizzolo        | Egan Bernal           | Peter Sagan             | Geoffrey Bouchard            | Egan Bernal              | Ineos Grenadiers   |
| 14                     | Lorenzo Fortunato      | Egan Bernal           | Peter Sagan             | Geoffrey Bouchard            | Egan Bernal              | Ineos Grenadiers   |
| 15                     | Victor Campenaerts     | Egan Bernal           | Peter Sagan             | Geoffrey Bouchard            | Egan Bernal              | Trek-Segafredo     |
| 16                     | Egan Bernal            | Egan Bernal           | Peter Sagan             | Geoffrey Bouchard            | Egan Bernal              | Trek-Segafredo     |
| 17                     | Dan Martin             | Egan Bernal           | Peter Sagan             | Geoffrey Bouchard            | Egan Bernal              | Ineos Grenadiers   |
| 18                     | Alberto Bettiol        | Egan Bernal           | Peter Sagan             | Geoffrey Bouchard            | Egan Bernal              | Team DSM           |
| 19                     | Simon Yates            | Egan Bernal           | Peter Sagan             | Geoffrey Bouchard            | Egan Bernal              | Ineos Grenadiers   |
| 20                     | Damiano Caruso         | Egan Bernal           | Peter Sagan             | Geoffrey Bouchard            | Egan Bernal              | Ineos Grenadiers   |
| 21                     | Filippo Ganna          | Egan Bernal           | Peter Sagan             | Geoffrey Bouchard            | Egan Bernal              | Ineos Grenadiers   |
| Classificacions finals | Classificacions finals | Egan Bernal           | Peter Sagan             | Geoffrey Bouchard            | Egan Bernal              | Ineos Grenadiers   |

## Participants
| Ineos Grenadiers IGD                                 | Ineos Grenadiers IGD                 | Ineos Grenadiers IGD |
| ---------------------------------------------------- | ------------------------------------ | -------------------- |
| Núm                                                  | Ciclista                             | Pos                  |
| 1                                                    | Egan Bernal Gómez (COL)              | 1r                   |
| 2                                                    | Jonathan Castroviejo Nicolás (ESP)   | 23è                  |
| 3                                                    | Filippo Ganna (ITA) (crono)          | 118è                 |
| 4                                                    | Daniel Martínez Poveda (COL) (crono) | 5è                   |
| 5                                                    | Gianni Moscon (ITA)                  | 24è                  |
| 6                                                    | Jhonatan Narváez Prado (ECU)         | 49è                  |
| 7                                                    | Salvatore Puccio (ITA)               | 94è                  |
| 8                                                    | Pàvel Sivakov (RUS)                  | NP-6                 |
| Director esportiu: Matteo Tosatto, Dario David Cioni |                                      |                      |

| AG2R Citroën Team ACT                                 | AG2R Citroën Team ACT     | AG2R Citroën Team ACT |
| ----------------------------------------------------- | ------------------------- | --------------------- |
| Núm                                                   | Ciclista                  | Pos                   |
| 11                                                    | Tony Gallopin (FRA)       | 60è                   |
| 12                                                    | François Bidard (FRA)     | NP-6                  |
| 13                                                    | Geoffrey Bouchard (FRA)   | 58è                   |
| 14                                                    | Clément Champoussin (FRA) | DNF-9                 |
| 15                                                    | Alexis Gougeard (FRA)     | 114è                  |
| 16                                                    | Lawrence Naesen (BEL)     | 119è                  |
| 17                                                    | Andrea Vendrame (ITA)     | 50è                   |
| 18                                                    | Lawrence Warbasse (USA)   | 41è                   |
| Director esportiu: Stéphane Goubert, Artūras Kasputis |                           |                       |

| Alpecin-Fenix AFC                                 | Alpecin-Fenix AFC           | Alpecin-Fenix AFC |
| ------------------------------------------------- | --------------------------- | ----------------- |
| Núm                                               | Ciclista                    | Pos               |
| 21                                                | Tim Merlier (BEL)           | NP-11             |
| 22                                                | Dries De Bondt (BEL) (ruta) | 91è               |
| 23                                                | Jimmy Janssens (BEL)        | 65è               |
| 24                                                | Alexander Krieger (GER)     | 140è              |
| 25                                                | Senne Leysen (BEL)          | 101è              |
| 26                                                | Oscar Riesebeek (NED)       | 104è              |
| 27                                                | Gianni Vermeersch (BEL)     | 87è               |
| 28                                                | Louis Vervaeke (BEL)        | 20è               |
| Director esportiu: Bart Leysen, Michel Cornelisse |                             |                   |

| Androni Giocattoli-Sidermec ANS                            | Androni Giocattoli-Sidermec ANS | Androni Giocattoli-Sidermec ANS |
| ---------------------------------------------------------- | ------------------------------- | ------------------------------- |
| Núm                                                        | Ciclista                        | Pos                             |
| 31                                                         | Alexander Cepeda (ECU)          | NP-19                           |
| 32                                                         | Simon Pellaud (SUI)             | 69è                             |
| 33                                                         | Andri Ponomar (UKR)             | 67è                             |
| 34                                                         | Simone Ravanelli (ITA)          | 71è                             |
| 35                                                         | Eduardo Sepúlveda (ARG)         | 47è                             |
| 36                                                         | Filippo Tagliani (ITA)          | 123è                            |
| 37                                                         | Natnael Tesfatsion (ERI)        | 92è                             |
| 38                                                         | Nicola Venchiarutti (ITA)       | 132è                            |
| Director esportiu: Giovanni Ellena, Alessandro Spezialetti |                                 |                                 |

| Astana-Premier Tech APT                                  | Astana-Premier Tech APT            | Astana-Premier Tech APT |
| -------------------------------------------------------- | ---------------------------------- | ----------------------- |
| Núm                                                      | Ciclista                           | Pos                     |
| 41                                                       | Aleksandr Vlàssov (RUS)            | 4t                      |
| 42                                                       | Samuele Battistella (ITA)          | 82è                     |
| 43                                                       | Fabio Felline (ITA)                | NP-20                   |
| 44                                                       | Gorka Izagirre Insausti (ESP)      | 19è                     |
| 45                                                       | Vadim Pronskiy (KAZ)               | 40è                     |
| 46                                                       | Luis León Sánchez Gil (ESP) (ruta) | 33è                     |
| 47                                                       | Matteo Sobrero (ITA)               | 61è                     |
| 48                                                       | Harold Tejada (COL)                | 36è                     |
| Director esportiu: Giuseppe Martinelli, Bruno Cenghialta |                                    |                         |

| Bahrain Victorious TBV                            | Bahrain Victorious TBV                      | Bahrain Victorious TBV |
| ------------------------------------------------- | ------------------------------------------- | ---------------------- |
| Núm                                               | Ciclista                                    | Pos                    |
| 51                                                | Mikel Landa Meana (ESP)                     | DNF-5                  |
| 52                                                | Yukiya Arashiro (JPN)                       | 77è                    |
| 53                                                | Peio Bilbao López de Armentia (ESP) (crono) | 13è                    |
| 54                                                | Damiano Caruso (ITA)                        | 2n                     |
| 55                                                | Gino Mäder (SUI)                            | DNF-12                 |
| 56                                                | Matej Mohorič (SLO)                         | DNF-9                  |
| 57                                                | Jan Tratnik (SLO)                           | 70è                    |
| 58                                                | Rafael Valls Ferri (ESP)                    | 96è                    |
| Director esportiu: Gorazd Štangelj, Alberto Volpi |                                             |                        |

| Bardiani CSF Faizanè BCF                            | Bardiani CSF Faizanè BCF | Bardiani CSF Faizanè BCF |
| --------------------------------------------------- | ------------------------ | ------------------------ |
| Núm                                                 | Ciclista                 | Pos                      |
| 61                                                  | Giovanni Visconti (ITA)  | 95è                      |
| 62                                                  | Enrico Battaglin (ITA)   | 85è                      |
| 63                                                  | Giovanni Carboni (ITA)   | 35è                      |
| 64                                                  | Filippo Fiorelli (ITA)   | 108è                     |
| 65                                                  | Davide Gabburo (ITA)     | 106è                     |
| 66                                                  | Umberto Marengo (ITA)    | 139è                     |
| 67                                                  | Filippo Zana (ITA)       | 73è                      |
| 68                                                  | Samuele Zoccarato (ITA)  | 105è                     |
| Director esportiu: Roberto Reverberi, Mirko Rossato |                          |                          |

| Bora-Hansgrohe BOH                             | Bora-Hansgrohe BOH        | Bora-Hansgrohe BOH |
| ---------------------------------------------- | ------------------------- | ------------------ |
| Núm                                            | Ciclista                  | Pos                |
| 71                                             | Peter Sagan (SVK)         | 117è               |
| 72                                             | Giovanni Aleotti (ITA)    | 80è                |
| 73                                             | Cesare Benedetti (ITA)    | 103è               |
| 74                                             | Maciej Bodnar (POL)       | 136è               |
| 75                                             | Emanuel Buchmann (GER)    | DNF-15             |
| 76                                             | Matteo Fabbro (ITA)       | 32è                |
| 77                                             | Felix Großschartner (AUT) | 42è                |
| 78                                             | Daniel Oss (ITA)          | 112è               |
| Director esportiu: Ján Valach, Christian Pömer |                           |                    |

| Cofidis COF                                          | Cofidis COF                  | Cofidis COF |
| ---------------------------------------------------- | ---------------------------- | ----------- |
| Núm                                                  | Ciclista                     | Pos         |
| 81                                                   | Elia Viviani (ITA)           | 135è        |
| 82                                                   | Natnael Berhane (ERI) (ruta) | DNF-15      |
| 83                                                   | Simone Consonni (ITA)        | 110è        |
| 84                                                   | Nicolas Edet (FRA)           | DNF-14      |
| 85                                                   | Victor Lafay (FRA)           | NP-19       |
| 86                                                   | Rémy Rochas (FRA)            | DNF-17      |
| 87                                                   | Fabio Sabatini (ITA)         | 133è        |
| 88                                                   | Attilio Viviani (ITA)        | 142è        |
| Director esportiu: Roberto Damiani, Jean-Luc Jonrond |                              |             |

| Deceuninck-Quick Step DQT                          | Deceuninck-Quick Step DQT   | Deceuninck-Quick Step DQT |
| -------------------------------------------------- | --------------------------- | ------------------------- |
| Núm                                                | Ciclista                    | Pos                       |
| 91                                                 | Remco Evenepoel (BEL)       | NP-18                     |
| 92                                                 | João Almeida (POR)          | 6è                        |
| 93                                                 | Rémi Cavagna (FRA) (crono)  | 68è                       |
| 94                                                 | Mikkel Frølich Honoré (DEN) | 81è                       |
| 95                                                 | Iljo Keisse (BEL)           | 121è                      |
| 96                                                 | James Knox (GBR)            | 53è                       |
| 97                                                 | Fausto Masnada (ITA)        | DNF-12                    |
| 98                                                 | Pieter Serry (BEL)          | 56è                       |
| Director esportiu: Davide Bramati, Geert Van Bondt |                             |                           |

| EF Education-Nippo EFN                         | EF Education-Nippo EFN               | EF Education-Nippo EFN |
| ---------------------------------------------- | ------------------------------------ | ---------------------- |
| Núm                                            | Ciclista                             | Pos                    |
| 101                                            | Hugh Carthy (GBR)                    | 8è                     |
| 102                                            | Jonathan Caicedo Cepeda (ECU) (ruta) | DNF-11                 |
| 103                                            | Simon Carr (GBR)                     | 66è                    |
| 104                                            | Ruben Guerreiro (POR)                | DNF-15                 |
| 105                                            | Jens Keukeleire (BEL)                | 78è                    |
| 106                                            | Julius van den Berg (NED)            | 125è                   |
| 107                                            | Alberto Bettiol (ITA)                | 30è                    |
| 109                                            | Tejay van Garderen (USA)             | 84è                    |
| Director esportiu: Tom Southam, Matti Breschel |                                      |                        |

| Eolo-Kometa EOK                                | Eolo-Kometa EOK         | Eolo-Kometa EOK |
| ---------------------------------------------- | ----------------------- | --------------- |
| Núm                                            | Ciclista                | Pos             |
| 111                                            | Manuel Belletti (ITA)   | DNF-6           |
| 112                                            | Vincenzo Albanese (ITA) | 75è             |
| 113                                            | Mark Christian (GBR)    | 76è             |
| 114                                            | Márton Dina (HUN)       | 100è            |
| 115                                            | Lorenzo Fortunato (ITA) | 16è             |
| 116                                            | Francesco Gavazzi (ITA) | 29è             |
| 117                                            | Edward Ravasi (ITA)     | 46è             |
| 118                                            | Samuele Rivi (ITA)      | 129è            |
| Director esportiu: Stefano Zanatta, Sean Yates |                         |                 |

| Groupama-FDJ GFC                                    | Groupama-FDJ GFC            | Groupama-FDJ GFC |
| --------------------------------------------------- | --------------------------- | ---------------- |
| Núm                                                 | Ciclista                    | Pos              |
| 121                                                 | Rudy Molard (FRA)           | 37è              |
| 122                                                 | Matteo Badilatti (SUI)      | 34è              |
| 123                                                 | Antoine Duchesne (CAN)      | 115è             |
| 124                                                 | Simon Guglielmi (FRA)       | 90è              |
| 125                                                 | Sébastien Reichenbach (SUI) | DNF-16           |
| 126                                                 | Romain Seigle (FRA)         | 88è              |
| 127                                                 | Attila Valter (HUN)         | 14è              |
| 128                                                 | Lars van den Berg (NED)     | 64è              |
| Director esportiu: Philippe Mauduit, Sébastien Joly |                             |                  |

| Intermarché-Wanty-Gobert Matériaux IWG          | Intermarché-Wanty-Gobert Matériaux IWG | Intermarché-Wanty-Gobert Matériaux IWG |
| ----------------------------------------------- | -------------------------------------- | -------------------------------------- |
| Núm                                             | Ciclista                               | Pos                                    |
| 131                                             | Jan Hirt (CZE)                         | 26è                                    |
| 132                                             | Quinten Hermans (BEL)                  | 43è                                    |
| 133                                             | Wesley Kreder (NED)                    | 128è                                   |
| 134                                             | Riccardo Minali (ITA)                  | 143è                                   |
| 135                                             | Andrea Pasqualon (ITA)                 | 72è                                    |
| 136                                             | Simone Petilli (ITA)                   | 44è                                    |
| 137                                             | Rein Taaramäe (EST)                    | 51è                                    |
| 138                                             | Taco van der Hoorn (NED)               | 107è                                   |
| Director esportiu: Valerio Piva, Steven De Neef |                                        |                                        |

| Israel Start-Up Nation ISN                       | Israel Start-Up Nation ISN | Israel Start-Up Nation ISN |
| ------------------------------------------------ | -------------------------- | -------------------------- |
| Núm                                              | Ciclista                   | Pos                        |
| 141                                              | Daniel Martin (IRL)        | 10è                        |
| 142                                              | Patrick Bevin (NZL)        | 48è                        |
| 143                                              | Matthias Brändle (AUT)     | 130è                       |
| 144                                              | Davide Cimolai (ITA)       | 127è                       |
| 145                                              | Alessandro De Marchi (ITA) | DNF-12                     |
| 146                                              | Alex Dowsett (GBR)         | DNF-12                     |
| 147                                              | Krists Neilands (LAT)      | NP-2                       |
| 148                                              | Guy Niv (ISR)              | 74è                        |
| Director esportiu: Nicki Sørensen, Claudio Cozzi |                            |                            |

| Jumbo-Visma TJV                                       | Jumbo-Visma TJV             | Jumbo-Visma TJV |
| ----------------------------------------------------- | --------------------------- | --------------- |
| Núm                                                   | Ciclista                    | Pos             |
| 151                                                   | George Bennett (NZL) (ruta) | 11è             |
| 152                                                   | Edoardo Affini (ITA)        | 113è            |
| 153                                                   | Koen Bouwman (NED)          | 12è             |
| 154                                                   | David Dekker (NED)          | NP-14           |
| 155                                                   | Tobias Foss (NOR)           | 9è              |
| 156                                                   | Dylan Groenewegen (NED)     | NP-14           |
| 157                                                   | Paul Martens (GER)          | 99è             |
| 158                                                   | Jos van Emden (NED)         | DNF-15          |
| Director esportiu: Arthur Van Dongen, Maarten Wynants |                             |                 |

| Lotto-Soudal LTS                             | Lotto-Soudal LTS        | Lotto-Soudal LTS |
| -------------------------------------------- | ----------------------- | ---------------- |
| Núm                                          | Ciclista                | Pos              |
| 161                                          | Caleb Ewan (AUS)        | DNF-8            |
| 162                                          | Jasper De Buyst (BEL)   | DNF-9            |
| 163                                          | Thomas De Gendt (BEL)   | NP-16            |
| 164                                          | Kobe Goossens (BEL)     | DNF-12           |
| 165                                          | Roger Kluge (GER)       | DNF-14           |
| 166                                          | Tomasz Marczyński (POL) | NP-9             |
| 167                                          | Stefano Oldani (ITA)    | 79è              |
| 168                                          | Harm Vanhoucke (BEL)    | 86è              |
| Director esportiu: Mario Aerts, Marc Wauters |                         |                  |

| Movistar Team MOV                                                  | Movistar Team MOV           | Movistar Team MOV |
| ------------------------------------------------------------------ | --------------------------- | ----------------- |
| Núm                                                                | Ciclista                    | Pos               |
| 171                                                                | Marc Soler i Giménez (ESP)  | DNF-12            |
| 172                                                                | Dario Cataldo (ITA)         | 54è               |
| 173                                                                | Matteo Jorgenson (USA)      | 98è               |
| 174                                                                | Nélson Oliveira (POR)       | 27è               |
| 175                                                                | Antonio Pedrero López (ESP) | 22è               |
| 176                                                                | Einer Rubio (COL)           | 39è               |
| 177                                                                | Albert Torres Barceló (ESP) | 138è              |
| 178                                                                | Davide Villella (ITA)       | 55è               |
| Director esportiu: Maximilian Sciandri, José Vicente García Acosta |                             |                   |

| Team BikeExchange BEX                        | Team BikeExchange BEX         | Team BikeExchange BEX |
| -------------------------------------------- | ----------------------------- | --------------------- |
| Núm                                          | Ciclista                      | Pos                   |
| 181                                          | Simon Yates (GBR)             | 3r                    |
| 182                                          | Michael Hepburn (AUS)         | 120è                  |
| 183                                          | Christopher Juul-Jensen (DEN) | 97è                   |
| 184                                          | Tanel Kangert (EST)           | 21è                   |
| 185                                          | Cameron Meyer (AUS) (ruta)    | 111è                  |
| 186                                          | Mikel Nieve Iturralde (ESP)   | 25è                   |
| 187                                          | Nick Schultz (AUS)            | NP-18                 |
| 188                                          | Callum Scotson (AUS)          | 83è                   |
| Director esportiu: Gene Bates, Matthew White |                               |                       |

| Team DSM DSM                                    | Team DSM DSM         | Team DSM DSM |
| ----------------------------------------------- | -------------------- | ------------ |
| Núm                                             | Ciclista             | Pos          |
| 191                                             | Jai Hindley (AUS)    | NP-14        |
| 192                                             | Nikias Arndt (GER)   | 62è          |
| 193                                             | Romain Bardet (FRA)  | 7è           |
| 194                                             | Nico Denz (GER)      | 102è         |
| 195                                             | Chris Hamilton (AUS) | 45è          |
| 196                                             | Max Kanter (GER)     | 116è         |
| 197                                             | Nicolas Roche (IRL)  | 59è          |
| 198                                             | Michael Storer (AUS) | 31è          |
| Director esportiu: Philip West, Matthew Winston |                      |              |

| Qhubeka Assos TQA                                      | Qhubeka Assos TQA            | Qhubeka Assos TQA |
| ------------------------------------------------------ | ---------------------------- | ----------------- |
| Núm                                                    | Ciclista                     | Pos               |
| 201                                                    | Giacomo Nizzolo (ITA) (ruta) | NP-15             |
| 202                                                    | Victor Campenaerts (BEL)     | NP-17             |
| 203                                                    | Kilian Frankiny (SUI)        | 57è               |
| 204                                                    | Bert-Jan Lindeman (NED)      | 122è              |
| 205                                                    | Domenico Pozzovivo (ITA)     | NP-7              |
| 206                                                    | Mauro Schmid (SUI)           | 93è               |
| 207                                                    | Max Walscheid (GER)          | 124è              |
| 208                                                    | Łukasz Wiśniowski (POL)      | 131è              |
| Director esportiu: Aart Vierhouten, Gabriele Missaglia |                              |                   |

| Trek-Segafredo TFS                             | Trek-Segafredo TFS           | Trek-Segafredo TFS |
| ---------------------------------------------- | ---------------------------- | ------------------ |
| Núm                                            | Ciclista                     | Pos                |
| 211                                            | Vincenzo Nibali (ITA)        | 18è                |
| 212                                            | Gianluca Brambilla (ITA)     | DNF-19             |
| 213                                            | Giulio Ciccone (ITA)         | NP-18              |
| 214                                            | Koen de Kort (NED)           | 134è               |
| 215                                            | Amanuel Gebrezgabihier (ERI) | 63è                |
| 216                                            | Bauke Mollema (NED)          | 28è                |
| 217                                            | Jacopo Mosca (ITA)           | 52è                |
| 218                                            | Matteo Moschetti (ITA)       | 141è               |
| Director esportiu: Kim Andersen, Adriano Baffi |                              |                    |

| UAE Team Emirates UAD                           | UAE Team Emirates UAD                 | UAE Team Emirates UAD |
| ----------------------------------------------- | ------------------------------------- | --------------------- |
| Núm                                             | Ciclista                              | Pos                   |
| 221                                             | Davide Formolo (ITA)                  | 15è                   |
| 222                                             | Valerio Conti (ITA)                   | 89è                   |
| 223                                             | Alessandro Covi (ITA)                 | 38è                   |
| 224                                             | Joe Dombrowski (USA)                  | NP-6                  |
| 225                                             | Fernando Gaviria Rendón (COL)         | 109è                  |
| 226                                             | Sebastián Molano Benavides (COL)      | 126è                  |
| 227                                             | Maximiliano Richeze Araquistain (ARG) | 137è                  |
| 228                                             | Diego Ulissi (ITA)                    | 17è                   |
| Director esportiu: Marco Marzano, Fabio Baldato |                                       |                       |

| Ineos Grenadiers IGD                                 | Ineos Grenadiers IGD                 | Ineos Grenadiers IGD |
| ---------------------------------------------------- | ------------------------------------ | -------------------- |
| Núm                                                  | Ciclista                             | Pos                  |
| 1                                                    | Egan Bernal Gómez (COL)              | 1r                   |
| 2                                                    | Jonathan Castroviejo Nicolás (ESP)   | 23è                  |
| 3                                                    | Filippo Ganna (ITA) (crono)          | 118è                 |
| 4                                                    | Daniel Martínez Poveda (COL) (crono) | 5è                   |
| 5                                                    | Gianni Moscon (ITA)                  | 24è                  |
| 6                                                    | Jhonatan Narváez Prado (ECU)         | 49è                  |
| 7                                                    | Salvatore Puccio (ITA)               | 94è                  |
| 8                                                    | Pàvel Sivakov (RUS)                  | NP-6                 |
| Director esportiu: Matteo Tosatto, Dario David Cioni |                                      |                      |

| AG2R Citroën Team ACT                                 | AG2R Citroën Team ACT     | AG2R Citroën Team ACT |
| ----------------------------------------------------- | ------------------------- | --------------------- |
| Núm                                                   | Ciclista                  | Pos                   |
| 11                                                    | Tony Gallopin (FRA)       | 60è                   |
| 12                                                    | François Bidard (FRA)     | NP-6                  |
| 13                                                    | Geoffrey Bouchard (FRA)   | 58è                   |
| 14                                                    | Clément Champoussin (FRA) | DNF-9                 |
| 15                                                    | Alexis Gougeard (FRA)     | 114è                  |
| 16                                                    | Lawrence Naesen (BEL)     | 119è                  |
| 17                                                    | Andrea Vendrame (ITA)     | 50è                   |
| 18                                                    | Lawrence Warbasse (USA)   | 41è                   |
| Director esportiu: Stéphane Goubert, Artūras Kasputis |                           |                       |

| Alpecin-Fenix AFC                                 | Alpecin-Fenix AFC           | Alpecin-Fenix AFC |
| ------------------------------------------------- | --------------------------- | ----------------- |
| Núm                                               | Ciclista                    | Pos               |
| 21                                                | Tim Merlier (BEL)           | NP-11             |
| 22                                                | Dries De Bondt (BEL) (ruta) | 91è               |
| 23                                                | Jimmy Janssens (BEL)        | 65è               |
| 24                                                | Alexander Krieger (GER)     | 140è              |
| 25                                                | Senne Leysen (BEL)          | 101è              |
| 26                                                | Oscar Riesebeek (NED)       | 104è              |
| 27                                                | Gianni Vermeersch (BEL)     | 87è               |
| 28                                                | Louis Vervaeke (BEL)        | 20è               |
| Director esportiu: Bart Leysen, Michel Cornelisse |                             |                   |

| Androni Giocattoli-Sidermec ANS                            | Androni Giocattoli-Sidermec ANS | Androni Giocattoli-Sidermec ANS |
| ---------------------------------------------------------- | ------------------------------- | ------------------------------- |
| Núm                                                        | Ciclista                        | Pos                             |
| 31                                                         | Alexander Cepeda (ECU)          | NP-19                           |
| 32                                                         | Simon Pellaud (SUI)             | 69è                             |
| 33                                                         | Andri Ponomar (UKR)             | 67è                             |
| 34                                                         | Simone Ravanelli (ITA)          | 71è                             |
| 35                                                         | Eduardo Sepúlveda (ARG)         | 47è                             |
| 36                                                         | Filippo Tagliani (ITA)          | 123è                            |
| 37                                                         | Natnael Tesfatsion (ERI)        | 92è                             |
| 38                                                         | Nicola Venchiarutti (ITA)       | 132è                            |
| Director esportiu: Giovanni Ellena, Alessandro Spezialetti |                                 |                                 |

| Astana-Premier Tech APT                                  | Astana-Premier Tech APT            | Astana-Premier Tech APT |
| -------------------------------------------------------- | ---------------------------------- | ----------------------- |
| Núm                                                      | Ciclista                           | Pos                     |
| 41                                                       | Aleksandr Vlàssov (RUS)            | 4t                      |
| 42                                                       | Samuele Battistella (ITA)          | 82è                     |
| 43                                                       | Fabio Felline (ITA)                | NP-20                   |
| 44                                                       | Gorka Izagirre Insausti (ESP)      | 19è                     |
| 45                                                       | Vadim Pronskiy (KAZ)               | 40è                     |
| 46                                                       | Luis León Sánchez Gil (ESP) (ruta) | 33è                     |
| 47                                                       | Matteo Sobrero (ITA)               | 61è                     |
| 48                                                       | Harold Tejada (COL)                | 36è                     |
| Director esportiu: Giuseppe Martinelli, Bruno Cenghialta |                                    |                         |

| Bahrain Victorious TBV                            | Bahrain Victorious TBV                      | Bahrain Victorious TBV |
| ------------------------------------------------- | ------------------------------------------- | ---------------------- |
| Núm                                               | Ciclista                                    | Pos                    |
| 51                                                | Mikel Landa Meana (ESP)                     | DNF-5                  |
| 52                                                | Yukiya Arashiro (JPN)                       | 77è                    |
| 53                                                | Peio Bilbao López de Armentia (ESP) (crono) | 13è                    |
| 54                                                | Damiano Caruso (ITA)                        | 2n                     |
| 55                                                | Gino Mäder (SUI)                            | DNF-12                 |
| 56                                                | Matej Mohorič (SLO)                         | DNF-9                  |
| 57                                                | Jan Tratnik (SLO)                           | 70è                    |
| 58                                                | Rafael Valls Ferri (ESP)                    | 96è                    |
| Director esportiu: Gorazd Štangelj, Alberto Volpi |                                             |                        |

| Bardiani CSF Faizanè BCF                            | Bardiani CSF Faizanè BCF | Bardiani CSF Faizanè BCF |
| --------------------------------------------------- | ------------------------ | ------------------------ |
| Núm                                                 | Ciclista                 | Pos                      |
| 61                                                  | Giovanni Visconti (ITA)  | 95è                      |
| 62                                                  | Enrico Battaglin (ITA)   | 85è                      |
| 63                                                  | Giovanni Carboni (ITA)   | 35è                      |
| 64                                                  | Filippo Fiorelli (ITA)   | 108è                     |
| 65                                                  | Davide Gabburo (ITA)     | 106è                     |
| 66                                                  | Umberto Marengo (ITA)    | 139è                     |
| 67                                                  | Filippo Zana (ITA)       | 73è                      |
| 68                                                  | Samuele Zoccarato (ITA)  | 105è                     |
| Director esportiu: Roberto Reverberi, Mirko Rossato |                          |                          |

| Bora-Hansgrohe BOH                             | Bora-Hansgrohe BOH        | Bora-Hansgrohe BOH |
| ---------------------------------------------- | ------------------------- | ------------------ |
| Núm                                            | Ciclista                  | Pos                |
| 71                                             | Peter Sagan (SVK)         | 117è               |
| 72                                             | Giovanni Aleotti (ITA)    | 80è                |
| 73                                             | Cesare Benedetti (ITA)    | 103è               |
| 74                                             | Maciej Bodnar (POL)       | 136è               |
| 75                                             | Emanuel Buchmann (GER)    | DNF-15             |
| 76                                             | Matteo Fabbro (ITA)       | 32è                |
| 77                                             | Felix Großschartner (AUT) | 42è                |
| 78                                             | Daniel Oss (ITA)          | 112è               |
| Director esportiu: Ján Valach, Christian Pömer |                           |                    |

| Cofidis COF                                          | Cofidis COF                  | Cofidis COF |
| ---------------------------------------------------- | ---------------------------- | ----------- |
| Núm                                                  | Ciclista                     | Pos         |
| 81                                                   | Elia Viviani (ITA)           | 135è        |
| 82                                                   | Natnael Berhane (ERI) (ruta) | DNF-15      |
| 83                                                   | Simone Consonni (ITA)        | 110è        |
| 84                                                   | Nicolas Edet (FRA)           | DNF-14      |
| 85                                                   | Victor Lafay (FRA)           | NP-19       |
| 86                                                   | Rémy Rochas (FRA)            | DNF-17      |
| 87                                                   | Fabio Sabatini (ITA)         | 133è        |
| 88                                                   | Attilio Viviani (ITA)        | 142è        |
| Director esportiu: Roberto Damiani, Jean-Luc Jonrond |                              |             |

| Deceuninck-Quick Step DQT                          | Deceuninck-Quick Step DQT   | Deceuninck-Quick Step DQT |
| -------------------------------------------------- | --------------------------- | ------------------------- |
| Núm                                                | Ciclista                    | Pos                       |
| 91                                                 | Remco Evenepoel (BEL)       | NP-18                     |
| 92                                                 | João Almeida (POR)          | 6è                        |
| 93                                                 | Rémi Cavagna (FRA) (crono)  | 68è                       |
| 94                                                 | Mikkel Frølich Honoré (DEN) | 81è                       |
| 95                                                 | Iljo Keisse (BEL)           | 121è                      |
| 96                                                 | James Knox (GBR)            | 53è                       |
| 97                                                 | Fausto Masnada (ITA)        | DNF-12                    |
| 98                                                 | Pieter Serry (BEL)          | 56è                       |
| Director esportiu: Davide Bramati, Geert Van Bondt |                             |                           |

| EF Education-Nippo EFN                         | EF Education-Nippo EFN               | EF Education-Nippo EFN |
| ---------------------------------------------- | ------------------------------------ | ---------------------- |
| Núm                                            | Ciclista                             | Pos                    |
| 101                                            | Hugh Carthy (GBR)                    | 8è                     |
| 102                                            | Jonathan Caicedo Cepeda (ECU) (ruta) | DNF-11                 |
| 103                                            | Simon Carr (GBR)                     | 66è                    |
| 104                                            | Ruben Guerreiro (POR)                | DNF-15                 |
| 105                                            | Jens Keukeleire (BEL)                | 78è                    |
| 106                                            | Julius van den Berg (NED)            | 125è                   |
| 107                                            | Alberto Bettiol (ITA)                | 30è                    |
| 109                                            | Tejay van Garderen (USA)             | 84è                    |
| Director esportiu: Tom Southam, Matti Breschel |                                      |                        |

| Eolo-Kometa EOK                                | Eolo-Kometa EOK         | Eolo-Kometa EOK |
| ---------------------------------------------- | ----------------------- | --------------- |
| Núm                                            | Ciclista                | Pos             |
| 111                                            | Manuel Belletti (ITA)   | DNF-6           |
| 112                                            | Vincenzo Albanese (ITA) | 75è             |
| 113                                            | Mark Christian (GBR)    | 76è             |
| 114                                            | Márton Dina (HUN)       | 100è            |
| 115                                            | Lorenzo Fortunato (ITA) | 16è             |
| 116                                            | Francesco Gavazzi (ITA) | 29è             |
| 117                                            | Edward Ravasi (ITA)     | 46è             |
| 118                                            | Samuele Rivi (ITA)      | 129è            |
| Director esportiu: Stefano Zanatta, Sean Yates |                         |                 |

| Groupama-FDJ GFC                                    | Groupama-FDJ GFC            | Groupama-FDJ GFC |
| --------------------------------------------------- | --------------------------- | ---------------- |
| Núm                                                 | Ciclista                    | Pos              |
| 121                                                 | Rudy Molard (FRA)           | 37è              |
| 122                                                 | Matteo Badilatti (SUI)      | 34è              |
| 123                                                 | Antoine Duchesne (CAN)      | 115è             |
| 124                                                 | Simon Guglielmi (FRA)       | 90è              |
| 125                                                 | Sébastien Reichenbach (SUI) | DNF-16           |
| 126                                                 | Romain Seigle (FRA)         | 88è              |
| 127                                                 | Attila Valter (HUN)         | 14è              |
| 128                                                 | Lars van den Berg (NED)     | 64è              |
| Director esportiu: Philippe Mauduit, Sébastien Joly |                             |                  |

| Intermarché-Wanty-Gobert Matériaux IWG          | Intermarché-Wanty-Gobert Matériaux IWG | Intermarché-Wanty-Gobert Matériaux IWG |
| ----------------------------------------------- | -------------------------------------- | -------------------------------------- |
| Núm                                             | Ciclista                               | Pos                                    |
| 131                                             | Jan Hirt (CZE)                         | 26è                                    |
| 132                                             | Quinten Hermans (BEL)                  | 43è                                    |
| 133                                             | Wesley Kreder (NED)                    | 128è                                   |
| 134                                             | Riccardo Minali (ITA)                  | 143è                                   |
| 135                                             | Andrea Pasqualon (ITA)                 | 72è                                    |
| 136                                             | Simone Petilli (ITA)                   | 44è                                    |
| 137                                             | Rein Taaramäe (EST)                    | 51è                                    |
| 138                                             | Taco van der Hoorn (NED)               | 107è                                   |
| Director esportiu: Valerio Piva, Steven De Neef |                                        |                                        |

| Israel Start-Up Nation ISN                       | Israel Start-Up Nation ISN | Israel Start-Up Nation ISN |
| ------------------------------------------------ | -------------------------- | -------------------------- |
| Núm                                              | Ciclista                   | Pos                        |
| 141                                              | Daniel Martin (IRL)        | 10è                        |
| 142                                              | Patrick Bevin (NZL)        | 48è                        |
| 143                                              | Matthias Brändle (AUT)     | 130è                       |
| 144                                              | Davide Cimolai (ITA)       | 127è                       |
| 145                                              | Alessandro De Marchi (ITA) | DNF-12                     |
| 146                                              | Alex Dowsett (GBR)         | DNF-12                     |
| 147                                              | Krists Neilands (LAT)      | NP-2                       |
| 148                                              | Guy Niv (ISR)              | 74è                        |
| Director esportiu: Nicki Sørensen, Claudio Cozzi |                            |                            |

| Jumbo-Visma TJV                                       | Jumbo-Visma TJV             | Jumbo-Visma TJV |
| ----------------------------------------------------- | --------------------------- | --------------- |
| Núm                                                   | Ciclista                    | Pos             |
| 151                                                   | George Bennett (NZL) (ruta) | 11è             |
| 152                                                   | Edoardo Affini (ITA)        | 113è            |
| 153                                                   | Koen Bouwman (NED)          | 12è             |
| 154                                                   | David Dekker (NED)          | NP-14           |
| 155                                                   | Tobias Foss (NOR)           | 9è              |
| 156                                                   | Dylan Groenewegen (NED)     | NP-14           |
| 157                                                   | Paul Martens (GER)          | 99è             |
| 158                                                   | Jos van Emden (NED)         | DNF-15          |
| Director esportiu: Arthur Van Dongen, Maarten Wynants |                             |                 |

| Lotto-Soudal LTS                             | Lotto-Soudal LTS        | Lotto-Soudal LTS |
| -------------------------------------------- | ----------------------- | ---------------- |
| Núm                                          | Ciclista                | Pos              |
| 161                                          | Caleb Ewan (AUS)        | DNF-8            |
| 162                                          | Jasper De Buyst (BEL)   | DNF-9            |
| 163                                          | Thomas De Gendt (BEL)   | NP-16            |
| 164                                          | Kobe Goossens (BEL)     | DNF-12           |
| 165                                          | Roger Kluge (GER)       | DNF-14           |
| 166                                          | Tomasz Marczyński (POL) | NP-9             |
| 167                                          | Stefano Oldani (ITA)    | 79è              |
| 168                                          | Harm Vanhoucke (BEL)    | 86è              |
| Director esportiu: Mario Aerts, Marc Wauters |                         |                  |

| Movistar Team MOV                                                  | Movistar Team MOV           | Movistar Team MOV |
| ------------------------------------------------------------------ | --------------------------- | ----------------- |
| Núm                                                                | Ciclista                    | Pos               |
| 171                                                                | Marc Soler i Giménez (ESP)  | DNF-12            |
| 172                                                                | Dario Cataldo (ITA)         | 54è               |
| 173                                                                | Matteo Jorgenson (USA)      | 98è               |
| 174                                                                | Nélson Oliveira (POR)       | 27è               |
| 175                                                                | Antonio Pedrero López (ESP) | 22è               |
| 176                                                                | Einer Rubio (COL)           | 39è               |
| 177                                                                | Albert Torres Barceló (ESP) | 138è              |
| 178                                                                | Davide Villella (ITA)       | 55è               |
| Director esportiu: Maximilian Sciandri, José Vicente García Acosta |                             |                   |

| Team BikeExchange BEX                        | Team BikeExchange BEX         | Team BikeExchange BEX |
| -------------------------------------------- | ----------------------------- | --------------------- |
| Núm                                          | Ciclista                      | Pos                   |
| 181                                          | Simon Yates (GBR)             | 3r                    |
| 182                                          | Michael Hepburn (AUS)         | 120è                  |
| 183                                          | Christopher Juul-Jensen (DEN) | 97è                   |
| 184                                          | Tanel Kangert (EST)           | 21è                   |
| 185                                          | Cameron Meyer (AUS) (ruta)    | 111è                  |
| 186                                          | Mikel Nieve Iturralde (ESP)   | 25è                   |
| 187                                          | Nick Schultz (AUS)            | NP-18                 |
| 188                                          | Callum Scotson (AUS)          | 83è                   |
| Director esportiu: Gene Bates, Matthew White |                               |                       |

| Team DSM DSM                                    | Team DSM DSM         | Team DSM DSM |
| ----------------------------------------------- | -------------------- | ------------ |
| Núm                                             | Ciclista             | Pos          |
| 191                                             | Jai Hindley (AUS)    | NP-14        |
| 192                                             | Nikias Arndt (GER)   | 62è          |
| 193                                             | Romain Bardet (FRA)  | 7è           |
| 194                                             | Nico Denz (GER)      | 102è         |
| 195                                             | Chris Hamilton (AUS) | 45è          |
| 196                                             | Max Kanter (GER)     | 116è         |
| 197                                             | Nicolas Roche (IRL)  | 59è          |
| 198                                             | Michael Storer (AUS) | 31è          |
| Director esportiu: Philip West, Matthew Winston |                      |              |

| Qhubeka Assos TQA                                      | Qhubeka Assos TQA            | Qhubeka Assos TQA |
| ------------------------------------------------------ | ---------------------------- | ----------------- |
| Núm                                                    | Ciclista                     | Pos               |
| 201                                                    | Giacomo Nizzolo (ITA) (ruta) | NP-15             |
| 202                                                    | Victor Campenaerts (BEL)     | NP-17             |
| 203                                                    | Kilian Frankiny (SUI)        | 57è               |
| 204                                                    | Bert-Jan Lindeman (NED)      | 122è              |
| 205                                                    | Domenico Pozzovivo (ITA)     | NP-7              |
| 206                                                    | Mauro Schmid (SUI)           | 93è               |
| 207                                                    | Max Walscheid (GER)          | 124è              |
| 208                                                    | Łukasz Wiśniowski (POL)      | 131è              |
| Director esportiu: Aart Vierhouten, Gabriele Missaglia |                              |                   |

| Trek-Segafredo TFS                             | Trek-Segafredo TFS           | Trek-Segafredo TFS |
| ---------------------------------------------- | ---------------------------- | ------------------ |
| Núm                                            | Ciclista                     | Pos                |
| 211                                            | Vincenzo Nibali (ITA)        | 18è                |
| 212                                            | Gianluca Brambilla (ITA)     | DNF-19             |
| 213                                            | Giulio Ciccone (ITA)         | NP-18              |
| 214                                            | Koen de Kort (NED)           | 134è               |
| 215                                            | Amanuel Gebrezgabihier (ERI) | 63è                |
| 216                                            | Bauke Mollema (NED)          | 28è                |
| 217                                            | Jacopo Mosca (ITA)           | 52è                |
| 218                                            | Matteo Moschetti (ITA)       | 141è               |
| Director esportiu: Kim Andersen, Adriano Baffi |                              |                    |

| UAE Team Emirates UAD                           | UAE Team Emirates UAD                 | UAE Team Emirates UAD |
| ----------------------------------------------- | ------------------------------------- | --------------------- |
| Núm                                             | Ciclista                              | Pos                   |
| 221                                             | Davide Formolo (ITA)                  | 15è                   |
| 222                                             | Valerio Conti (ITA)                   | 89è                   |
| 223                                             | Alessandro Covi (ITA)                 | 38è                   |
| 224                                             | Joe Dombrowski (USA)                  | NP-6                  |
| 225                                             | Fernando Gaviria Rendón (COL)         | 109è                  |
| 226                                             | Sebastián Molano Benavides (COL)      | 126è                  |
| 227                                             | Maximiliano Richeze Araquistain (ARG) | 137è                  |
| 228                                             | Diego Ulissi (ITA)                    | 17è                   |
| Director esportiu: Marco Marzano, Fabio Baldato |                                       |                       |